# Ana Ivanović
Ana Schweinsteiger (Serbio: Ана Швајнштајгер; Belgrado, 6 de noviembre de 1987), más conocida por su nombre de nacimiento Ana Ivanović (Ана Ивановић, pronunciado [ˈanå iˈvaːnɔviʨ], escucharⓘ), es una exjugadora de tenis profesional serbia.
Ganadora de un Grand Slam tras vencer en la final del Torneo de Roland Garros 2008 a Dinara Sáfina, además ese mismo año llegó a semifinales en Wimbledon y en el WTA Tour Championships disputado en Madrid. En el Abierto de Australia 2008 Ivanović llegó a la segunda final de un Grand Slam en su carrera, perdiéndola frente a María Sharápova.
Tras un largo período de decadencia en el que incluso llegó a estar en el puesto n.º 65 en julio de 2010, en la temporada 2014 se produjo su resurgimiento, ganando numerosos títulos y mejorando su juego: Auckland, Monterrey, Birmingham y Premier de Tokio y acabando el año en el puesto n.º 5.
El 28 de diciembre de 2016 y luego de un nuevo bajón tanto tenístico como mental, anunció su retiro con apenas 29 años y tras 13 años como profesional.

## Vida privada
Comenzó a jugar tenis a los cinco años después de ver en la televisión (un partido de Monica Seles), recordando el número de teléfono de una escuela de tenis local y pidiendo a sus padres para llevarla; se le dio una raqueta para el quinto cumpleaños e inmediatamente se enamoró del juego. Ana aún tiene la raqueta.
Ivanović nació en el seno de una familia tradicional serbia, siendo la mayor de dos hermanos. Su madre, Dragana, es abogada. Sigue los partidos de su hija junto a su padre, Miroslav, de origen montenegrino, que es economista. Ivanović tiene un hermano menor, Milos, con el que le encanta jugar al baloncesto, aunque tras el tenis se confiesa aficionada al fútbol y seguidora del Partizan de Belgrado. Entre sus demás aficiones se encuentran ir de compras, ir al cine, ver películas en DVD (en particular thrillers) y ver series de televisión como 24, Perdidos y Prison Break. También es aficionada a la lectura, en especial Historia y Mitología griega. Ivanović creció admirando y viendo jugar a Monica Seles; también admira a Roger Federer por su profesionalidad dentro y fuera de la pista.
En septiembre de 2007 fue nombrada Embajadora de buena voluntad del UNICEF por Serbia, junto a Jelena Janković, Aleksandar Đorđević y Emir Kusturica. Ivanović ha tomado especial interés en educación infantil y en la protección de menores, también visita colegios fomentando los estudios y el deporte entre los más jóvenes.
También en 2007 Ivanović comenzó estudios de finanzas y español en una universidad privada de Belgrado. Habla serbio, inglés fluido y ya domina algo de español. Ivanović se confiesa una chica normal, decidida, sensible, resoluta y extremadamente competitiva. Su comida favorita es el sushi; bebidas favoritas son agua, jugó de piña fresca y batidos de mango. Sus lugares favoritos para visitar son Melbourne, donde tiene algunos familiares, Mallorca, París y Roma.
Está considerada como una de las tenistas más sexies del circuito femenino, copando multitud de portadas de prensa internacional. Fue elegida en el puesto n.º 23 del Top 100 del 2008 por los lectores de la revista FHM, por delante de bellezas de la talla de Charlize Theron, Natalie Portman y Salma Hayek, entre otras. Su compañera y rival María Sharápova, finalizó la número 30 de esta lista, y la extenista Anna Kúrnikova, la número 81. A pesar de todo esto, Ivanović lo deja claro: 

"La gente me conoce por cómo juego, no por ser guapa. Nunca elegiría una sesión fotográfica antes que un entrenamiento. El tenis es mi prioridad y siempre lo será. Me gusta, lo disfruto. Soy joven, me gusta viajar... ¡Quiero aprovechar todas las oportunidades! Nunca preferiría ser modelo a tenista".
Ana Ivanovic 

Su cónyuge es el exfutbolista y excapitán de la selección de fútbol de Alemania, Bastian Schweinsteiger, con quien está casada desde julio de 2016 y tienen dos hijos, Luka nacido el 18 de marzo de 2018 y Leon nacido el 30 de agosto de 2019.
En abril de 2025, la revista alemana Bunte anunció que Ivanović y Schweinsteiger habían decidido poner fin a su matrimonio. Según esta revista, llevaban más de dos meses separados, Ivanović se había mudado a Belgrado con sus hijos, mientras que Schweinsteiger se había establecido en Múnich. También se reveló que el nombre de su tercer hijo era Teo. El director de relaciones públicas de Schweinsteiger declaró a Bild que ambos no harían comentarios sobre su vida privada y pidieron comprensión.

## Carrera
Ivanović cogió su primera raqueta a la edad de 5 años tras ver partidos de Roland Garros en Televisión y particularmente siguiendo a Monica Seles en sus victorias frente a Arantxa Sánchez Vicario en la final de 1991 y Steffi Graf en la final de 1992.
Posteriormente, a lo largo de su formación, Ivanović pasó por diferentes altibajos, en especial durante los Bombardeos de la OTAN en 1999, ya que, aparte de lo que el conflicto en sí le suponía, en particular le modificaba su concentración y rutina de entrenamiento, teniendo que cambiar sus horarios y entrenarse por la mañana para evitar así los bombardeos. Estuvo entrenándose en su viejo club donde tenían una piscina olímpica que, al no tener dinero para calentarla en invierno, la vaciaban, colocaban una moqueta y la usaban como pista de tenis, en una entrevista previa a la final del Torneo de Roland Garros 2007 Ivanovic dijo: 

"En mi club había una piscina olímpica. Durante el invierno, la vaciaban y ponían una moqueta en el fondo. Es verdad... ¡instalaron dos pistas en el fondo de las piscina! Ahí empecé a entrenarme. No se podía cruzar bolas. Siempre había que jugar buscando la línea. En verano, sí teníamos pistas de tierra batida".
Ana Ivanovic

 Ivanovic salió de Belgrado, no sin problemas, ya que, al no conseguir visados, tuvo que marcharse en autobús hasta Hungría y de ahí camino de Suiza, donde fue acogida por el mecenas Dan Holzmann, que invirtió 300.000 euros en su carrera, fijando así su residencia en Basilea.

### 2004
En juniors Ivanović jugó la final de 2004 de Wimbledon, perdiéndola ante Kateryna Bondarenko por 4-6, 7-6(2), 2-6. En el circuito challenger obtuvo una marca de 26-0, y ganó los 4 torneos en los que participó, dos de ellos llegando desde las rondas previas clasificatorias. En el circuito profesional Ivanovic disputó cuatro torneos, en mayo disputó el torneo de Viena donde perdió en primera ronda frente a la Amy Frazier por 4-6, 1-6, en junio perdió también en la primera ronda del Torneo de Birmingham frente a Anca Barna por 4-6, 4-6, en octubre en el Torneo de Zúrich logró pasar la primera ronda tras vencer a Tatiana Golovin por 7-5, 6-7, 7-6, pero perdió en segunda frente a Venus Williams por 6-7, 6-7, a la semana siguiente logró llegar a los cuartos de final en el Torneo de Luxemburgo donde perdió frente a la española Anabel Medina por 6-3, 4-6, 1-6, tras vencer en primera ronda a Anne Kremer por 6-3, 6-1 y en segunda a Shinobu Asagoe por 4-6, 6-4, 6-1.

### 2005
En 2005 Ivanovic obtuvo su primer título en la WTA de su carrera, ganando el torneo de Canberra. En primera ronda venció a la checa Lenka Nemeckova por 6-2, 6-1, en segunda a Daniella Dominikovic por 5-7, 6-3, 6-4, en cuartos de final a Marion Bartoli por 6-1, ret, en semifinales a Yuliana Fedak por 6-1, 6-2, y en la final a la húngara Melinda Czink por 7-5 6-1. El ranking de Ivanović comenzó a aumentar considerablemente y obtuvo impresionantes victorias sobre: Svetlana Kuznetsova, Nadia Petrova, Vera Zvonariova todas(en el momento) top ten. Después logró su mejor victoria sobre la local y tercera del ranking Amélie Mauresmo en la tercera ronda de Roland Garros, luego perdió en cuartos de final con la rusa Nadia Petrova. Una lesión le impidió mejorar su ranking hasta que participó en los torneos de Zúrich y Linz mostrando una gran forma, llegó a la semifinal en ambos torneos. Tras terminar el año como número 16 del mundo, Ivanovic dijo: "espero estar entre las 10 mejores del mundo el próximo año".

### 2006
Ivanovic empezó en Sídney disputando el Medibank International, donde tras derrotar en primera ronda a Shuai Peng por 6-2, 6-4 y a la cabeza de serie Amélie Mauresmo por 6-3, 7-5 en segunda, perdió con Svetlana Kuznetsova en cuartos de final por 6-7 3-6.
En el Australian Open, primer Grand Slam del año, Ivanovic tuvo una discreta actuación venciendo en primera ronda a Shenay Perry por un doble 6-4, pero perdiendo en segunda ronda frente a la nativa Samantha Stosur por 3-6, 5-7. En el Torneo de Tokio venció a la jugadora local Ai Sugiyama por 6-3, 6-0 en primera ronda y perdió en segunda frente a María Kirilenko por un doble 6-4. En el Proximus Diamond Games disputado en Amberes, venció en primera ronda a Roberta Vinci por un doble 6-3 pero perdió en la ronda siguiente frente a Nadia Petrova por 5-7, 3-6. Tras un descanso de dos semanas, Ivanovic dejó el Viejo Continente para trasladarse a una gira por Estados Unidos comenzando en el Masters de Indian Wells, donde tras estar exenta de disputar la primera ronda, ganó en segunda a Séverine Bremond por 6-3, 6-2, en tercera a Shenay Perry por 6-1, 6-3, en cuarta a Anna Chakvetadze por 6-3, 6-3, pero perdió en cuartos de final frente a Yelena Deméntieva por 6-2, 4-6, 2-6. En el Masters de Miami venció en segunda ronda a Iveta Benešová por 7-6, 3-6, 6-2, en tercera a Alona Bondarenko por 6-3, 5-7, 6-3, para perder frente a Amelie Mauresmo por 5-7, 2-6 en la cuarta.

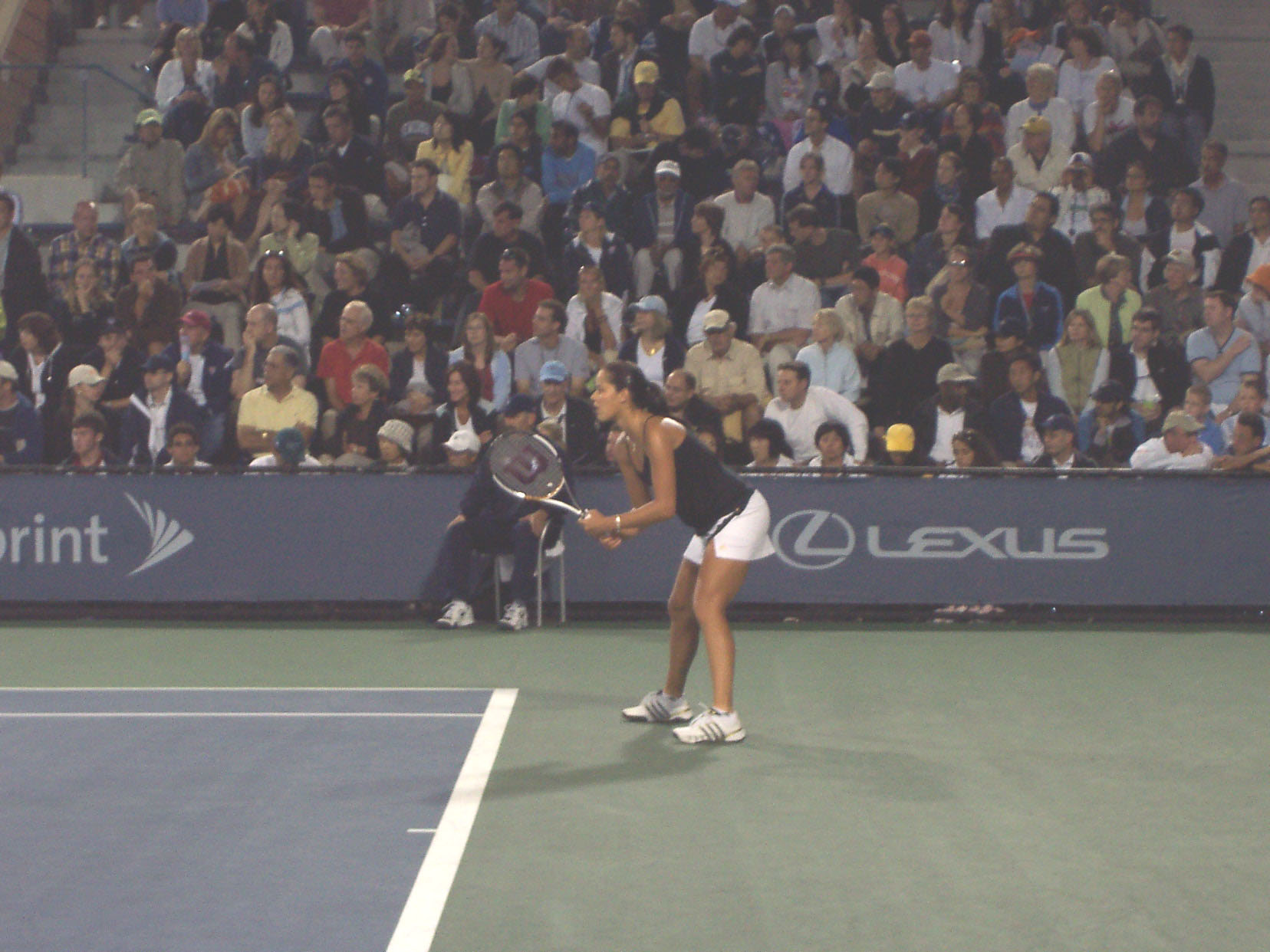
Ana Ivanovic en el U.S. Open 2006.

Al acabar su gira estadounidense, Ivanovic se tomó un descanso dentro del circuito de la WTA, para acudir a Bulgaria junto a su selección nacional, donde se celebraron las semifinales de las eliminatorias de Play-off (1.ª a 4.ª) de la Fed Cup, dentro del grupo I B de la zona euro/África. En la primera eliminatoria frente a Eslovenia venció a Masa Zec Peskiric en el primer punto por 6-2, 6-2, en el tercer y definitivo de dobles, formando pareja junto a Danica Krstajić, lograron vencer a Tina Obrez y a Masa Zec Peskiric por 6-4, 5-7, 8-6, quedando la eliminatoria 2-1 favorable a Serbia. En la siguiente ronda Serbia se enfrentó a Sudáfrica venciendo el punto Ivanovic frente a Alicia Pillay por 6-0, 6-1 dando una victoria a Serbia por 3-0. En la ronda siguiente la eliminatoria enfrentó a Serbia y Dinamarca ganando también por 3-0, donde Ivanović venció a Caroline Wozniacki por 6-3, 6-0. En la final Serbia perdió frente a Israel por 1-2, Ivanovic perdió el punto frente a Shahar Peer por 2-6, 6-4, 4-6, y el de dobles frente a Tzipora Obziler y Shahar Peer por 1-6, 6-4. 8-10.
De vuelta al circuito de WTA, Ivanović acudió a Varsovia para disputar la J&S Cup. En primera ronda venció a Marta Domachowska por 6-4, 7-5, a Patty Schnyder por 6-3, 6-2 en segunda y perdió en cuartos de final frente a la rusa Anna Chakvetadze por 6-4, 2-6, 4-6. Ivanovic salió tocada físicamente del torneo quedando patente en el siguiente, el Torneo de Berlín, donde cayó lesionada en primera ronda perdiendo frente a Na Li por 6-1, ret. Tras una breve recuperación acudió al segundo Grand Slam del año, Roland Garros, donde tras vencer en 1.ª y 2.ª ronda a Samantha Stosur y Emilie Loit por 6-0, 6-3 y 6-1, 6-1 respectivamente, perdió frente a Anastasiya Myskina por 2-6, 3-6 en la tercera.
Ivanović dejó la tierra batida de París para empezar la temporada de hierba disputando el Torneo de 's-Hertogenbosch, en primera ronda venció a Alicia Molik por 6-1, 3-6, 6-2, en segunda ronda a Iveta Benešová por 6-3, 7-5 aunque perdió en cuartos de final frente a la rusa Yelena Deméntieva por 6-7, 4-6. En el tercer grande del año, el Torneo de Wimbledon, Ivanovic se midió en primera ronda a Emmanuelle Gagliardi ganando por 7-5, 7-6, en segunda a Sarah Borwell ganando por 6-1, 6-2, en tercera a Dinara Sáfina ganando por 3-6, 7-6 (3), 6-1 para perder frente a Amelie Mauresmo por 3-6, 4-6 en cuarta.
Tras un mes de descanso Ivanović dejó Europa para trasladarse a Estados Unidos y disputar el US Open Series preparatorio para el último grande del año, el Abierto de Estados Unidos. Comenzó disputando el Torneo de San Diego donde, tras vencer en primera ronda a Akiko Morigami por 6-2, 6-1 y en segunda a Amy Frazier por 6-3, 6-2, perdió frente a Anna Chakvetadze por 6-4, 4-6, 1-6. A la semana siguiente se trasladó a Los Ángeles para disputar el torneo de la ciudad y perder frente a su compatriota Jelena Janković en cuartos de final por 4-6, 6-7(6) tras vencer en primera ronda a Vera Dushevina por 6-3, 6-1, en segunda a Mara Santangelo por 7-6(4), 7-5 y en tercera Anna-Lena Groenefeld por 6-1, 6-4. A la semana siguiente Ivanovic puso rumbo a tierras canadienses para disputar y conseguir su primer título de Tier I tras vencer a la ex número 1 del mundo Martina Hingis en la final del Masters de Canadá por 6-2, 6-3, en primera ronda eliminó a Tatiana Golovin por 6-4, 6-2, en segunda a Jie Zheng por 6-4, 6-7, 6-2, la tercera ronda no la disputó debido al abandono de Jelena Janković por lesión, pasando así directamente a cuartos de final donde venció a Katarina Srebotnik por 6-4, 6-4 y en semifinales hizo lo mismo frente a Dinara Sáfina por 6-1, 6-4. Este último resultado dejó a Ivanovic como la ganadora del US Open Series por delante de Kim Clijsters y María Sharápova.
En el Abierto de Estados Unidos Ivanovic partió como cabeza de serie n.º 16 perdiendo en tercera ronda frente a la jugadora local Serena Williams por 2-6, 4-6, tras vencer en primera a Vera Dushevina por 6-3, 5-7, 6-4 y en segunda a Aiko Nakamura por 7-5, 6-3. Luego, Ivanovic perdió en las primeras rondas del torneo de Bali frente a Olga Poutchkova por 3-6, 6-4, 2-6 y del Torneo de Luxemburgo frente a Venus Williams por 3-6, 4-6. Ivanovic se tomó unas semanas para recuperase de una lesión en el hombro derecho. Regresó a las pistas en el Torneo de Linz llegando a cuartos de final donde perdió con la ex número 1 del mundo María Sharápova por 6-7, 5-7, tras vencer en primera y segunda ronda a Michaella Krajicek por 6-1, 7-6 y a Agnieszka Radwańska por 6-2, 6-2 respectivamente. Terminó el año disputando el torneo de Hasselt en Bélgica donde ganó a Andrea Petkovic por 6-3, 7-5 en primera ronda, a Angelique Kerber 6-3, 6-7, 6-3 en segunda, pero perdió frente a la jugadora danesa Michaella Krajicek por 3-6, 4-6 en cuartos de final.
Ivanovic jugó 9 torneos en dobles, junto a María Kirilenko y Sania Mirza, logrando dos semifinales, en el Torneo de Tokio y en el Torneo de Varsovia y una final en el Torneo de 's-Hertogenbosch. Los buenos resultados en dobles la dejaron en el lugar número 17 de la suma total del año 2006 por lo que terminó en su mejor ubicación en individuales (hasta ese momento), correspondiente al número 14. En dobles terminó en el lugar 51.

### 2007
Ivanovic comenzó el año disputando el torneo Gold Coast en Australia. En primera ronda venció a Roberta Vinci por 7-6, 6-1, en segunda ronda hizo lo mismo con Milagros Sequera por 6-1, 6-2, pero perdió con Shahar Pe'er en cuartos de final por 7-5, 4-6, 4-6. Su siguiente torneo fue el Torneo de Sídney, donde derrotó a la australiana Casey Dellacqua en primera ronda por 6-3, 6-4, a Nadia Petrova en segunda por 6-2, 4-2 Ret, pero perdió otra vez en los cuartos de final esta vez a mano de Nicole Vaidišová por 2-6, 2-6.
Ivanovic fue cabeza de serie número 13 en el Abierto de Australia. Derrotó a la americana Vania King en primera ronda por 6-2, 6-0, a la polaca Agnieszka Radwańska por 6-2 3-6 6-2 en segunda. En tercera ronda se enfrentó a Vera Zvonareva donde perdió en dos sets por 1-6, 2-6.

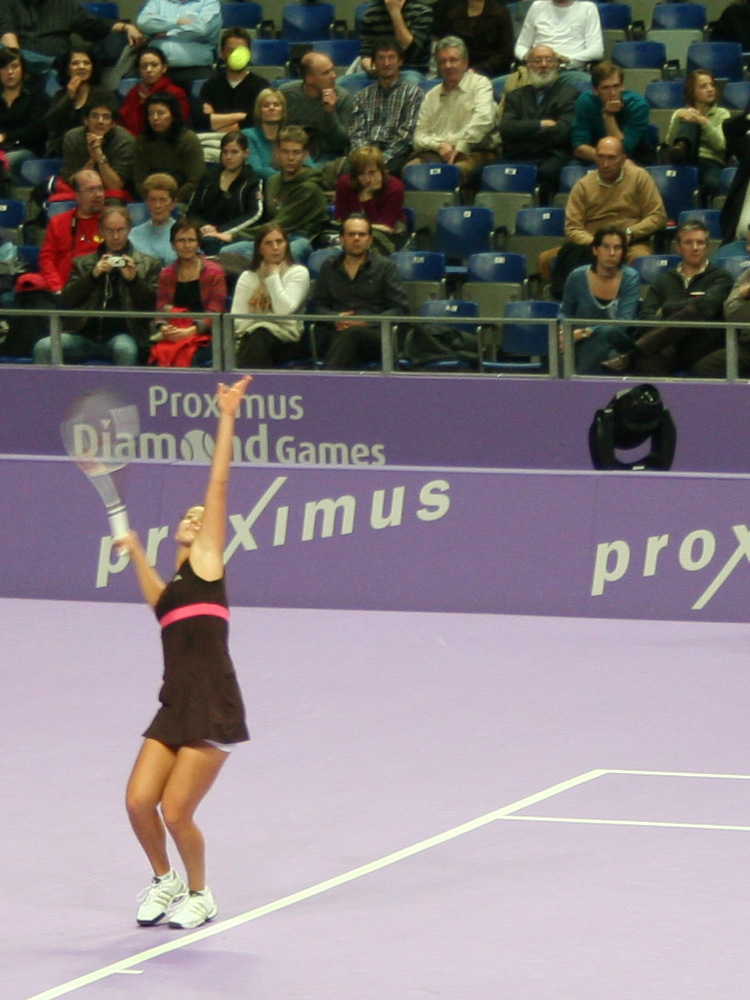
Ivanović en Amberes.

En el Torneo de Tokio, Ivanovic logró su tercera final de un torneo de categoría Tier I. Derrotó a Shenay Perry en primera ronda por 6-4, 6-2, a Mara Santangelo en segunda por 4-6, 6-1, 6-2, a Jelena Janković en cuartos de final por 3-6, 6-4, 6-2 y a María Sharápova en semifinales por 6-1, 0-1 Ret. En la final perdió frente a Martina Hingis por 4-6, 2-6. Tras la final, participó en el Proximus Diamond Games en Amberes donde venció en primera ronda a Roberta Vinci por 6-3, 6-3 pero perdió en segunda frente a Nadia Petrova por 5-7, 3-6.
Tras descansar tres semanas Ivanovic participó en el Torneo de Indian Wells. Llegó a la cuarta ronda de forma rápida tras vencer a Vania King por 6-3, 6-0 en la segunda y a Alicia Molik por 6-2, 6-1 en la tercera, pero en la cuarta fue eliminada por la número 1 de Austria Sybille Bammer por 7-6, 0-6, 3-6.
Luego jugó el Masters de Miami, donde fue derrotada por Yaroslava Shvédova en la segunda ronda por 5-7, 4-6. La semana siguiente disputó su primer partido en tierra batida en el Torneo de Amelia Island. Venció en primera ronda a la china Shuai Peng por 1-6 6-4 6-3, en segunda a Nathalie Dechy por 6-1, 6-1 y a su compatriota Jelena Jankovic en cuartos de final por 7-5, 6-3, perdió en semifinales frente a Tatiana Golovin por 6-4 3-6 6-4.
Ivanovic se trasladó a Europa para disputar el Torneo de Berlín, donde obtuvo su primer título de un Tier I jugando en tierra, tras vencer en la final a la n.º 3 del mundo Svetlana Kuznetsova por 3-6, 6-4, 7-6(4). En primera ronda ganó a Laura Granville por 6-2, 6-1, en segunda a Yelena Líjovsteva por 6-3, 6-2, en tercera a Alona Bondarenko por 6-3, 5-0 Ret, en cuartos a Patty Schnyder por 7-5, 3-6, 6-4, en semifinales a Julia Vakulenko por 4-3 Ret. Durante la final Ivanovic tuvo problemas con uno de sus hombros lo cual la forzó a no jugar en el Torneo de Roma. Este título le permitió estar por primera vez en su carrera en la lista de los diez primeros de la WTA quedando número 8 del mundo.
En el Torneo de Roland Garros amplió sus 6 partidos seguidos ganados en Berlín, incrementó su marca a 9 partidos tras pasar sus 3 primeras fases perdiendo solo 9 juegos. En cuarta ronda derrotó a la española Anabel Medina por 6-3, 3-6, 6-3, en cuartos derrotó a la rusa Svetlana Kuznetsova por 6-0 3-6 6-1; Ivanovic llegó a su primera semifinal de un Grand Slam, donde se enfrentó y venció a la número dos, María Sharápova, en 65 minutos por 6-2, 6-1. En la final Ivanovic se enfrentó a la tres veces campeona de Roland Garros y número 1 Justine Henin, quien había derrotado a Serena Williams y Jelena Jankovic, Ivanovic comenzó la final en gran forma ganando al resto el primer juego a Henin e iba 40-0 con su saque en el segundo, pero terminó cayendo ante la número 1 por 1-6, 2-6.
Después del Torneo de 's-Hertogenbosch, Ivanovic participó en el tercer Grand Slam del año, Wimbledon, al cual solo llegaba con dos partidos disputados en hierba. Tras haber derrotado a Melinda Czink por 6-0, 7-6, a Meilen Tu por 6-4, 6-3 y a Aravane Rezaï por 6-3, 6-2 en las primeras rondas, Ivanovic se volvió a enfrentar en cuarta ronda con la número 9 del ranking, Nadia Petrova, venciéndola por 6-1, 2-6, 6-4. Por un lugar en las semifinales Ivanovic se enfrentó a la checa Nicole Vaidišová, donde, tras salvar 3 puntos de partido, terminó venciéndola por 4-6, 6-2, 7-5. En su segunda semifinal de un Grand Slam consecutiva, se enfrentó a Venus Williams, quien había derrotado a María Sharápova y a Svetlana Kuznetsova. Ivanovic comenzó mal el partido, lo cual significó perder de forma rápida el primer set por 6-2, en el segundo incrementó su nivel de juego pero no fue suficiente para dar la vuelta al partido y terminó perdiendo por 2-6, 4-6.

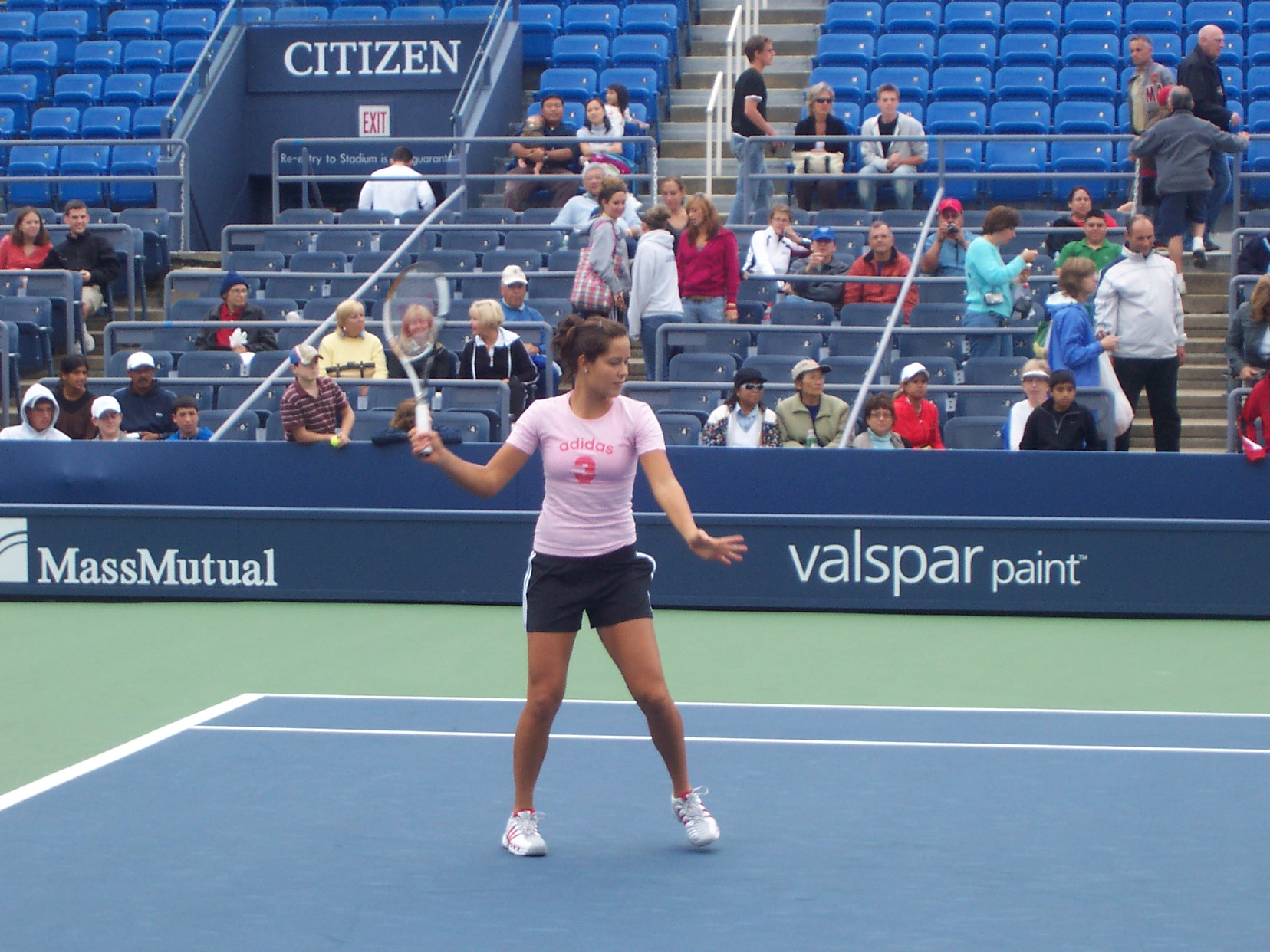
Ivanović en el U.S. Open del 2007.

Una lesión en la rodilla, la cual comenzó en Wimbledon, obligó a Ivanovic a retirarse de la Fed Cup donde Serbia se enfrentaba a Eslovaquia. Tampoco pudo participar en el Torneo de San Diego y en el Torneo de Stanford.
El regreso a las pistas se produjo en el Torneo de Los Ángeles, donde derrotó en las primeras rondas a Ashley Harkleroad por 6-4, 6-2, a Lucie Šafářová por 6-2, 6-2 y a su compañera de dobles María Kirilenko por 6-4, 6-4. En semifinales, Ivanovic se enfrentó a su compatriota Jelena Jankovic, siendo el tercer enfrentamiento del año entre ambas, Ivanovic salvó 2 puntos de partido y terminó llevándose el encuentro a su favor por 4-6, 6-3, 7-5. En la final Ivanovic se enfrentó a Nadia Petrova a quien derrotó por 7-5, 6-4, obteniendo su cuarto título de la WTA. Tras ganar el título Ivanovic logró su mejor puesto en el ranking, correspondiente al número 4.
Después de unos días de descanso, Ivanovic participó en el Masters de Canadá, donde defendía título, pero perdió en la segunda ronda a manos de la china Zi Yan por 3-6, 1-6.

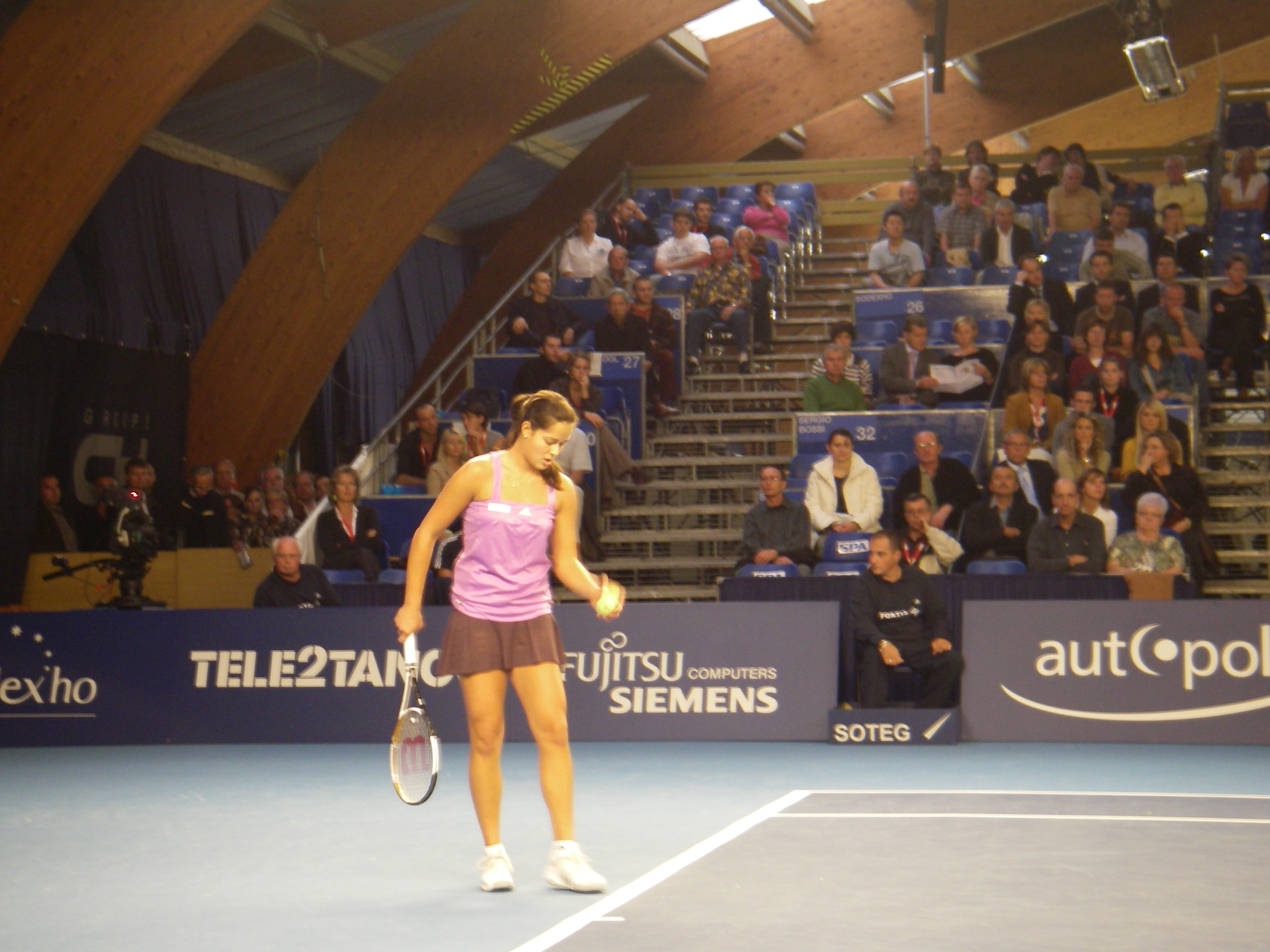
Ivanović en Luxemburgo en 2007.

En el Abierto de los Estados Unidos, Ivanovic fue cabeza de serie número 6. En las primeras rondas del Abierto, jugó a gran nivel perdiendo solo 10 juegos y no cediendo ni un solo set; derrotó en primera ronda a la nipona Aiko Nakamura por 6-1, 6-1, en segunda ronda a Aravane Rezaï 6-3, 6-1 y en tercera ronda a Vera Dushevina por 6-1, 6-3 pero en la cuarta ronda, se enfrentó a Venus Williams y fue derrotada por 4-6, 2-6.
Tras unas semanas de descanso Ivanovic volvió a las pistas de tenis en Luxemburgo para disputar y ganar el Fortis Championships Luxembourg, siendo este el quinto título de su carrera y el tercero del año, con esta victoria la WTA la confirmó como la cuarta tenista en clasificarse para el WTA Tour Championships 2007 que se disputaba en Madrid. Como cabeza de serie, Ivanovic estuvo exenta de disputar la primera ronda del torneo, en segunda ronda Ivanovic ganó a Anne Kremer por 7-5, 6-4, en cuartos de final a Tatiana Golovin por 6-1, 6-2, en semifinales a Vera Zvonareva por 6-4, 6-2 y en la final a Daniela Hantuchová por 3-6, 6-4, 6-4.
Ivanovic se trasladó a España para cerrar el año tenístico y disputar el WTA Championship. Celebrado en Madrid, entre los días 6-11 de noviembre y enfrentando en él a las ocho mejores tenistas del circuito WTA, Ivanovic quedó encuadrada dentro del grupo rojo junto a María Sharápova, Daniela Hantuchova y Svetlana Kuznetsova. En la rueda de prensa oficial dijo: 

"El torneo es muy difícil desde el debut. Es el torneo más importante para mí. Estoy muy motivada para hacerlo lo mejor posible porque es un desafío jugar contra las mejores. Los últimos torneos no han sido los mejores de mi carrera. Así que espero mejorar aquí. Tengo más presión desde que estoy en el 'top-ten'. Pero estoy concentrada, en forma y con ganas de pelear contra las mejores".
Ana Ivanovic 

En su primer encuentro frente a Svetlana Kuznetsova se impuso por 6-1, 4-6, 7-5 y en el segundo frente a Daniela Hantuchova ganó por 6-2, 7-6, pero perdió en el tercero frente a María Sharápova por 1-6, 2-6, quedando en el segundo lugar del grupo tras Sharápova, ya que esta ganó sus tres encuentros disputados. En el cruce de semifinales Ivanovic quedó encuadrada junto a la número 1 del mundo la belga Justine Henin, perdiendo la semifinal en dos sets por 4-6, 4-6.
Ivanovic terminó el año disputando el WTA Championship, jugando las semifinales de este, ganó tres títulos, disputó su primera final de un Grand slam en Roland Garros y terminó el año dentro de las 5 mejores tenistas del ranking WTA, número 4.

### 2008
Ivanovic comenzó el 2008 jugando un torneo de exhibición en Hong Kong, donde era la cabeza de serie número 1. En los cuartos de final Ivanovic se enfrentó a Yelena Deméntieva perdiendo en tres set 4-6, 6-1, 3-6. Después de perder, se enfrentó a la número 45 del ranking, Shuai Peng, perdiendo por 1-6, 3-6.

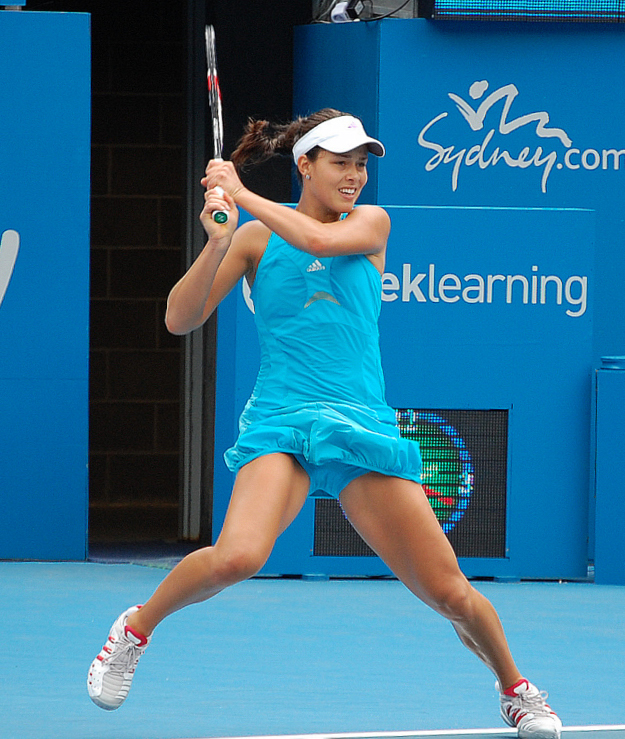
Ivanović en el Torneo de Sídney 2008.

En el Torneo de Sídney, en segunda ronda venció a Virginie Razzano por 6-1, 2-6, 7-5 y en cuartos de final a Katarina Srebotnik por 6-3, 3-6, 6-2, pero perdió en semifinales frente a la número 1 del mundo, la belga Justine Henin por 2-6, 6-2, 4-6. Tras llegar a la semifinal del torneo y ya que Jelena Janković no logró defender la final que disputó el año anterior, Ivanovic pasó a ser la n.º 3 del mundo el lunes 14 de enero, el mejor puesto en su carrera hasta ese momento.
Ivanovic comenzó el Australian Open como la cuarta cabeza de serie. Tras superar las primeras rondas, Ivanovic accedió por primera vez a los cuartos de final donde derrotó a Venus Williams por 7-6, 6-4. En semifinales se enfrentó a Daniela Hantuchová y tras perder los 8 primeros juegos 6-0, 2-0, Ivanovic supo rehacerse y así entrar en el partido consiguiendo una victoria final por 0-6, 6-3, 6-4 pasando a la final de un Grand Slam por segunda vez en su carrera. En la final Ivanovic perdió ante María Sharápova por 7-5, 6-3 ante un juego de ataque desplegado por la joven tenista rusa. Tras disputar la final del Abierto de Australia, Ivanovic pasó a ser la número 2 del ranking mundial de la WTA y comentó en rueda de prensa: Es una experiencia que me ayudará

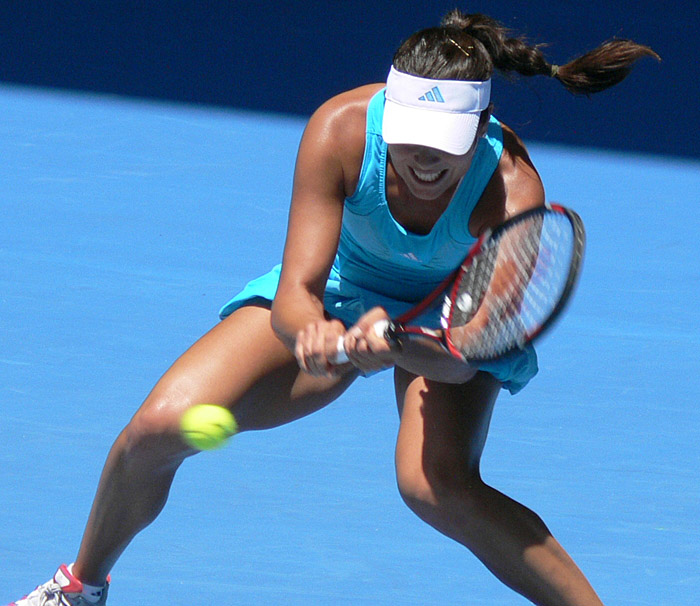
Ivanović en el Abierto de Australia 2008.

En primera ronda del Grupo I de la zona Europa/África en la Copa Federación, en el enfrentamiento entre Serbia y Polonia disputado en Budapest, Ivanovic derrotó a Urszula Radwańska por 6-3, 6-1. En segunda ronda Serbia se enfrentó a Rumania donde Ivanovic logró el primer punto al vencer a Monica Niculescu por 5-7, 6-4, 7-5, en dobles, y tras formar pareja con su compatriota Jelena Jankovic consiguieron ganar el tercer y decisivo punto contra Sorana Cirstea y Monica Niculescu por 2-6, 7-6 (3), 7-6 (2). En las promociones de playoff entre Serbia y Países Bajos Ivanovic batió a Renee Reinhard por 6-2, 3-6, 6-3 consiguiendo así el pase de Serbia al Grupo II donde tendrá que enfrentarse a Croacia en abril.
En el torneo Qatar ExxonMobil Open disputado en Doha, Ivanovic fue por primera vez en su carrera cabeza de serie n.º 1 de un torneo de categoría Tier I. En primera ronda venció a Olga Govortsova por 6-3, 6-1 pero posteriormente se retiró del torneo debido a una lesión de tobillo que sufrió durante este partido.
En el Torneo de Dubái en segunda ronda ganó a Nicole Vaidišová por 6-4, 6-0. En cuartos de final perdió frente a Yelena Deméntieva por 5-7, 6-3, 6-3.
En el Masters de Indian Wells logró su primer título del año tras vencer en la final a Svetlana Kuznetsova 6-4, 6-3. En segunda ronda venció a Ioana Raluca Olaru por 6-1, 5-7, 6-0, en tercera ronda a Tathiana Garbin por 6-3, 6-0, en cuarta ronda a Francesca Schiavone por 2-6, 7-5, 6-2, en cuartos de final a Vera Zvonareva por 6-1, 6-4 y en semifinal a su compatriota Jelena Jankovic por 7-6, 6-3. Tras esta victoria, Ivanovic recortó puntos en el ranking de la WTA afianzándose en el n.º 2 del mismo. En el Masters de Miami, partiendo como cabeza de serie n.º 2 tras la n.º 1 del mundo Justine Henin, perdió en tercera ronda frente a la triple campeona de un Grand Slam Lindsay Davenport por 6-4, 6-2, tras vencer en segunda ronda a la francesa Emilie Loit por 6-1, 6-2.
Entre en 26 de abril y el 27 de abril de 2008, Ivanovic acudió a Zagreb junto a Serbia, su selección nacional, donde se celebró la 1.ª ronda de las eliminatorias de playoff de la Fed Cup dentro del Grupo Mundial II frente a Croacia. En el tercer punto de la eliminatoria Ivanovic se enfrentó a Nika Ožegović ganando el punto por 7-5, 6-1. El resultado final de la eliminatoria fue favorable a Serbia por 3-2.
En mayo Ivanovic comenzó la temporada en tierra batida defendiendo título en Berlín al disputar el Qatar Telecom German Open. Como cabeza de serie n.º 2 del torneo tras la n.º 1 del mundo Justine Henin, Ivanovic estuvo exenta de disputar la primera ronda. En segunda ronda Ivanovic ganó a Akgul Amanmuradova por 7-6, 6-2, en tercera a Sybille Bammer por 7-5, 4-6, 6-4, en cuartos de final a Ágnes Szávay por 3-6, 6-4, 6-3, pero perdió frente a Yelena Deméntieva en semifinales por 2-6, 5-7. En el Masters de Roma Ivanovic tuvo una discreta actuación tras perder en segunda ronda frente a Tsvetana Pironkova por 6-4, 5-7, 6-2.
Ivanovic se proclamó campeona del Torneo de Roland Garros 2008. Ivanovic se trasladó a París para acudir a la segunda gran cita del año y tratar de defender la final conseguida en el Torneo de Roland Garros 2007, como segunda cabeza de serie del torneo, venció en primera ronda a Sofia Arvidsson por 6-2, 7-5, en segunda a Lucie Šafářová por 6-1, 6-2, en tercera a Caroline Wozniacki por 6-4, 6-1, en cuarta a Petra Cetkovská por 6-0, 6-0, en cuartos de final a Patty Schnyder por 6-3, 6-2, en semifinales a su compatriota Jelena Janković por 6-4, 3-6, 6-4, logrando con este resultado, no solo su pase a la final, sino su escalada al n.º 1 del ranking mundial de la WTA, en la final derrotó a Dinara Sáfina por 6-4, 6-3.
Ivanovic estrenó su n.º 1 del ranking mundial de la WTA y su primer título de Grand Slam en el Torneo de Wimbledon 2008. En primera ronda ganó a Rossana De Los Ríos por 6-1, 6-2, en segunda ronda a Nathalie Dechy por 6-7, 7-6, 10-8 y perdió en la tercera ronda frente a la jugadora china Zheng Jie por 6-1, 6-4.
Tras dos semanas de descanso Ivanovic se trasladó a la gira Norteamericana para disputar el Masters de Canadá. Celebrado este año en la ciudad de Montreal, y clasificado el torneo de categoría Tier I, Ivanovic ya lo ganó en el año 2006 y este año defendía los puntos correspondientes a la segunda ronda obtenida en el año 2007. En el torneo, y como cabeza de serie n.º 1, Ivanovic estuvo exenta de disputar la primera ronda, en segunda ronda venció a Petra Kvitová por 6-3, 4-6, 6-3, pero perdió en la tercera frente a Tamira Paszek 2-6, 6-1, 2-6. No pudo participar de los Juegos Olímpicos de Pekín debido a una lesión y tuvo que retirarse en último momento.
Para el último Grand Slam del año, el Us Open, Ana derrota en primera ronda Vera Dushevina por 6-1, 4-6, 6-4, pero caería en segunda ronda frente a Julie Coin, por 3-6, 6-4, 3-6.
En la gira de canchas dura bajo techo, tendría sorpresivas derrotas en segunda ronda en los Torneos de Moscú y Tokio, ambos de categoría Tier I, frente a Nadia Petrova y Dominika Cibulková respectivamente, y en tercera ronda en el Torneo de Pekín frente a la local Jie Zheng. No sería hasta el Torneo de Zúrich donde pudo llegar hasta la semifinal cayendo en tres sets frente a Venus Williams por 6-4, 3-6, 4-6.
Ivanovic consigue levantar el título en el Torneo de Linz ganando en la final a Vera Zvonareva por un contundente 6-2, 6-1, obteniendo así el tercer título del año y el octavo en lo que va de su carrera.
En el último certamen de la temporada la WTA Tour Championships, Ana se clasifica en la posición número 4 en la Carrera de Campeonas y sale sorteada en el Grupo Blanco, en su primer partido cae ante Jelena Janković por 6-3, 6-4, en el segundo pierde con Vera Zvonareva por 6-3, 6-7(5), 6-4 y no participa en el tercer encuentro por lesión y es reemplezada por Agnieszka Radwanska para enfrentar a Svetlana Kuznetsova. De esta manera Ivanovic queda eliminada en la fase de Round Robin y finaliza el año en el puesto número 5 del ranking.

### 2009

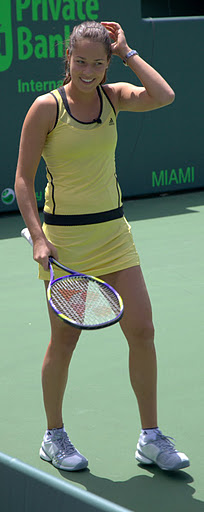
Ivanovic en el Masters de Miami 2009.

Ivanovic encara el comienzo de temporada participando en el torneo de Brisbane en Australia, derrotando en primera ronda a Petra Kvitová por 6-4, 6-2 y en segunda ronda a Roberta Vinci por 6-7, 7-5, 6-1, pero concluye su participación cuando es vencida en cuartos por la francesa Amélie Mauresmo por 3-6, 2-6.
Para el primer Grand Slam del año, el Abierto de Australia, Ivanovic derrota en las dos primeras rondas a Julia Görges por 7-5, 6-3 y a Alberta Brianti por 6-3, 6-2; pero cae en la tercera ante Alisa Kleibánova (5-7, 7-6, 2-6), no pudiendo defender entonces la final obtenida el año pasado y desciende hasta el puesto número 8.
El 24 de mayo comenzó el segundo Grand Slam del año, Roland Garros, el cual Ana era la campeona defensora por su gran victoria sobre Dinara Safina en el 2008. Ana jugó el primer partido de la semana, en primera ronda, contra Sara Errani la cual derrotó por 7-6(3) 6-3. En la segunda ronda le tocó enfrentar a T. Tanasugarn donde ganó fácilmente por 6-1 6-2. Al igual que en la segunda ronda, en la tercera, Ana demostró su gran talento cuando derrotó a Iveta Benesova por 6-0 6-2. Sin embargo, sus esfuerzos de la primera semana del grand slam se opacaron cuando perdió contra Victoria Azarenka por 2-6 3-6 en octavos de finales. En Wimbledon, se retiró por lesión mientras disputaba los octavos de final contra Venus Williams. En el último grande de la temporada sufrió una derrota inesperada en primera ronda, tras lo cual anunció una retirada temporal.

### 2010
Ivanovic comienza la temporada en el Torneo de Brisbane derrotando en primera ronda vence a Jelena Dokic por 7-5, 1-6, 6-3; en segunda ronda derrota a Timea Bacsinszky por 6-2, 2-6, 6-4; en cuartos vence a la rusa Anastasiya Pavliuchenkova por 6-2, 7-6. Pero es derrotada en la semifinal por la sensación del torneo y retorno del año; Justine Henin por 3-6, 2-6. Ya en el primer Gran Slam del año derrota en primera ronda a Shenay Perry por 6-2, 6-3; y termina cayendo en la segunda ronda ante la argentina Gisela Dulko por 7-6, 5-7, 4-6.
En la primera gira norteamericana en Indian Wells cae en su primer partido frente a Anastasija Sevastova por 2-6, 4-6. Luego en el Torneo de Miami no juega la primera ronda; ya en segunda ronda derrota a Pauline Parmentier por 6-4, 6-3 pero cae frente a la polaca Agniezka Radwanska por 5-7, 5-7.
En la gira de polvo de ladrillo; comienza su participación en Stuttgart donde vuelve a caer frente a Radwanska por 6-7, 4-6. Luego en Roma derrota en primera ronda a Yelena Vesniná por 6-1, 6-3; luego derrota en segunda ronda a la bielorrusa Victoria Azarenka por 6-4, 6-4; en tercera ronda derrota a Yelena Deméntieva por 6-1, 7-6,. Ya en cuartos de final derrota a Nadia Petrova por 6-2, 7-5; para luego caer en semifinales frente a la vigente campeona María José Martínez por 4-6, 2-6. Luego llega el Premier de Madrid donde tiene la primera ronda libre, pero en segunda ronda cae derrotada frente a su compatriota Jelena Jankovic por 6-4, 4-6, 1-6. Por fin llega Roland Garros donde derrota en la primera ronda a Kai-lung Chang por 6-3, 6-3, para luego caer frente a la rusa Alisa Kleibánova por un contundente 3-6, 0-6.

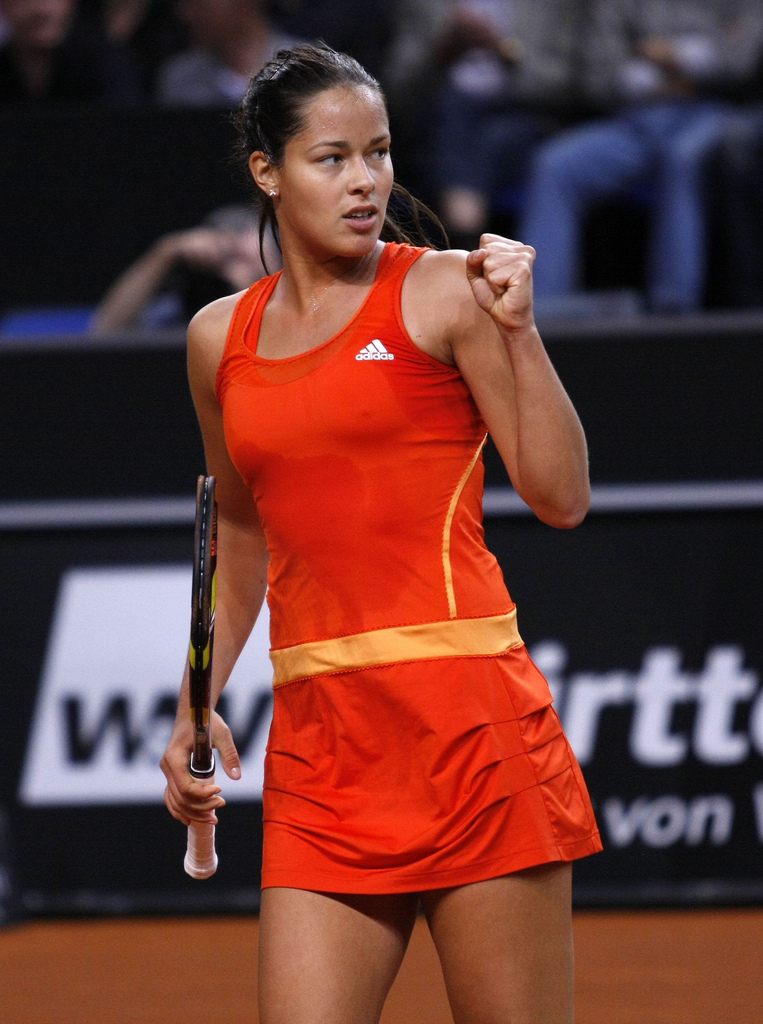
Ivanovic en el Torneo de Stuttgart 2010.

En la gira de césped o hierba decide jugar el Torneo de 's-Hertogenbosch donde derrota en primera ronda a Sofia Arvidsson por 4-6, 6-0, 6-1 y pierde en la segunda vuelta frente a Andrea Petkovic por 4-6, 7-6, 1-6. Ya en Wimbledon cae en primera ronda frente a Shahar Peer por 6-7, 3-6.
Ya en la gira norteamericana participa en Standford donde cae en segunda ronda cae frente a Marion Bartoli por 3-6, 4-6; en San Diego cae en primera ronda frente a Shahar Peer. En Cincinnati derrota en primera ronda a Victoria Azarenka por 2-6, 7-6, 6-2; en segunda ronda derrota a Yaroslava Shvedova por 6-1, 7-5; en tercera ronda derrota a Yelena Vesniná por 6-3, 6-0. Ya en cuartos de final derrota a Akgul Amanmuradova por 6-1, 6-3; para caer frente a la belga Clijsters por 1-2 y abandono por una lesión en el tobillo. Finalmente en el US Open derrota en primera ronda a Yekaterina Makárova por 6-3, 6-2; en segunda ronda derrota a Jie Zheng por 6-3, 6-0; en tercera ronda derrota a Virginie Razzano por 7-5, 6-0 para caer otra vez frente a Clijsters por 2-6, 1-6.
Para cerrar el año juega en Corea donde pierde en primera ronda ante Vera Dushevina por 6-2, 4-6, 2-6. En Tokio cae en segunda ronda frente a Marion Bartoli por 2-6, 1-6. Luego en Pekín llega hasta los cuartos de final donde derrota en primera ronda a Marion Bartoli por 6-2, 6-3; en segunda vuelta vence a Olga Govortsova por 6-0, 7-5; luego en la tercera vuelta vence a Yelena Deméntieva por 7-6, 7-6; para caer finalmente frente a Caroline Wozniacki la nueva número 1 del mundo por 6-7, 4-6.
Luego juega el Torneo de Linz donde derrota en primera vuelta a Sorana Cirstea por 6-2, 6-0; en segunda vuelta vence a Barbora Zahlavova-Strycova por 6-3, 6-2, en los cuartos derrota a Julia Görges por 7-6, 6-2; en semis derrota a Roberta Vinci por 6-3, 7-5 para llegar a su primera final del año donde derrota a Patty Schnyder por 6-2, 6-1 consiguiendo un título desde hace dos años en el mismo torneo. Luego juega en Luxemburgo donde pierde en cuartos de final donde pierde frente a Julia Görges por 3-6, 1-6.
Tras estos dos torneos la serbia se clasifica al torneo de Bali de Campeonas torneos International donde pasa directamente a los cuartos de final donde derrota a Anastasiya Pavliuchenkova por 6-0, 6-1; ya en semifinales vence a la nipona Kimiko Date Krumm por 7-5, 6-7, 6-2 para jugar la final frente a Alisa Kleibánova y derrotarla por un claro 6-2, 7-6.
De esta manera Ivanovic cierra un año terrible en comparación con el 2008 pero le bastó para cerrar el año como la 17 del mundo un lugar por encima de María Sharápova.

### 2011
Ivanovic comenzó el año con la Copa Hopman 2011 en Perth, Australia. Compitió junto a Novak Djokovic bajo la bandera de Serbia. Ana y Djokovic barrieron en las dos primeros fases contra Kazajistán y Australia, por 3-0, pero cayeron contra Bélgica, 1-2. Disputarán la final, pero debido a una lesión sufrida durante el partido de Ivanovic contra Justine Henin, Serbia se vio obligado a retirarse. Junto con la Copa Hopman, Ivanovic también se retiró del Torneo de Sídney.
Ivanovic llegó como decimonovena cabeza de serie al Abierto de Australia 2011, donde perdió contra Yekaterina Makárova, 6-3, 4-6, 8-10, en la primera ronda en 2 horas y 47 minutos. Ivanovic jugó luego en el Torneo de Pattaya City, donde cayó en cuartos de final a la quinta cabeza de Roberta Vinci en tres sets, 5-7, 3-6. Se dirigió a Dubái como la 14.º cabeza de serie, donde perdió contra Patty Schnyder en tres sets. Señaló la pérdida del partido en parte a causa de la lesión abdominal sufrida en el comienzo de la temporada, y posteriormente se retiró del Doha.
Ivanovic, luego se dirigió al Masters de Indian Wells. Después de perder su partido de dobles junto a Petkovic en un apretado tres sets, perdió ante Marion Bartoli en los cuartos de final.

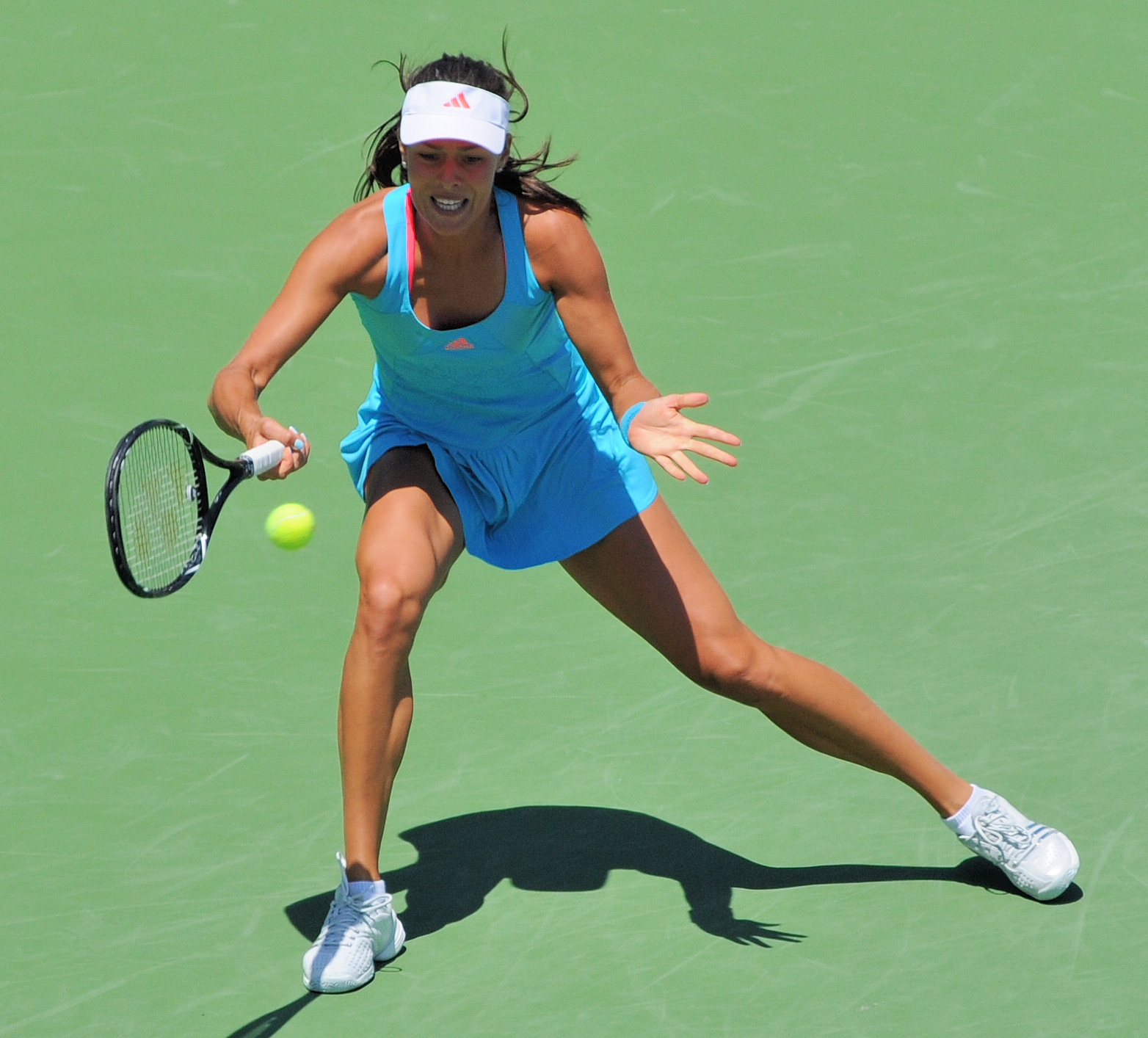
Ivanovic en el Torneo de San Diego 2011.

Ivanovic jugó luego el Masters de Miami. Perdió contra la defensora del título Kim Clijsters en su partido de cuarta ronda, a pesar de tener un 5-1, 40-0 plomo en el tercer set y con cinco puntos de partido. Ella se asoció con Andrea Petkovic en dobles, donde, después de anotarse la primera ronda, cayeron ante Benešová y Záhlavová-Strýcová.
Ivanovic se retiró del torneo Andalucía Tennis Experience 2011 para preparar mejor su temporada en el polvo de ladrillo.
Su próximo torneo fue el Masters de Madrid, donde cayó en primera ronda ante Bethanie Mattek-Sands, Ivanovic se dirigió hasta el Masters de Roma. Ana perdió entonces ante Johanna Larsson, 6-7, 6-0, 2-6, en su partido de primera ronda en el Roland Garros 2011.
Comenzó su preparación para Wimbledon en el Torneo de Eastbournedonde perdió ante Venus Williams en la segunda ronda. Ya en el Campeonato de Wimbledon 2011, Ana derrotó a Melanie Oudin y Eleni Daniilidou antes de caer ante Petra Cetkovská, que había derrotado a Agnieszka Radwanska en la segunda ronda.
Después de Wimbledon, Ivanovic contrató a Nigel Sears, el jefe del tenis femenino en la Lawn Tennis Association, como su entrenador. En el Torneo de San Diego, recibió un descanso en la primera ronda. En la segunda ronda, se desquitó de la derrota de la semana anterior, superando a Ayumi Morita, 6-1, 7-6, a pesar de ir 0-5 en el segundo set. Ana ganó tanto a Alberta Brianti y a Shuai Peng para llegar a las semifinales. Con el tiempo cayó contra la primera cabeza de serie Vera Zvonareva, 7-5, 4-6, 4-6. Llegaba como decimosexta cabeza de serie al US Open, Ivanovic derrotó a Ksenia Pervak en la primera ronda. En segunda ronda cayó ante Serena Williams, perdiendo en tres sets 3-6, 4-6, en apenas 74 minutos. Ella también jugó junto a su compatriota Nenad Zimonjić en la competición de dobles mixtos por primera vez, pero cayó contra Mariusz Fyrstenberg y Yung-Jan Chan, 3-6, 4-6.
En el Masters de Shanghái, Ivanovic derrotó a Kimiko Date-Krumm y Svetlana Kuznetsova para llegar a la tercera ronda, donde derrotó a la N.º 4 Vera Zvonareva, 6-2, 6-1. Luego se enfrentó a Agnieszka Radwanska en los cuartos de final, donde se retiró después de estar abajo 3-6, 2-3 debido a una lesión en la espalda. Ivanovic recibió un comodín para jugar en el torneo 2011 del Banco Commonwealth de Campeones, que ganó el año pasado. En la primera ronda derrotó a la italiana Roberta Vinci por un doble 6-3. En las semifinales venció a la rusa Nadia Petrova por 6-1, 7-5. En la final, ganó 11 título de la WTA superando a Anabel Medina en sets corridos, 6-3, 6-0. Esta fue la primera vez que ella defendió un título con éxito.

### 2012
Ivanovic comenzó su temporada en el Torneo de Brisbane, donde fue derrotado en la segunda ronda por la quinta cabeza de serie, Kim Clijsters en tres sets, 1-6, 6-1, 3-6 a pesar de liderar 3-0 el set final. El siguiente disputado por Ana fue el Torneo de Sídney, pero perdió en la primera ronda ante Lucie Safarova en dos sets, 6-7, 2-6.
Ivanovic luego se dirigió hacia el Abierto de Australia 2012, donde era la 21.º cabeza de serie. Ella no perdió ni un set en su camino a la cuarta ronda, derrotando a Lourdes Domínguez, Michaella Krajicek y Vania King en el camino. Ana perdió en sets corridos la n.º 2 del mundo y campeona de Wimbledon Petra Kvitova por 6-2, 7-6 en la cuarta ronda. Volvió a entrar en el Top 20.
El próximo torneo de Ivanovic fue el Torneo de Doha. Cayó en la segunda ronda ante Petra Cetkovská en sets corridos. Ana fue entonces cabeza de serie en Dubái, donde se merendó a Francesca Schiavone, y María Kirilenko, antes de caer ante la tercera favorita, Caroline Wozniacki

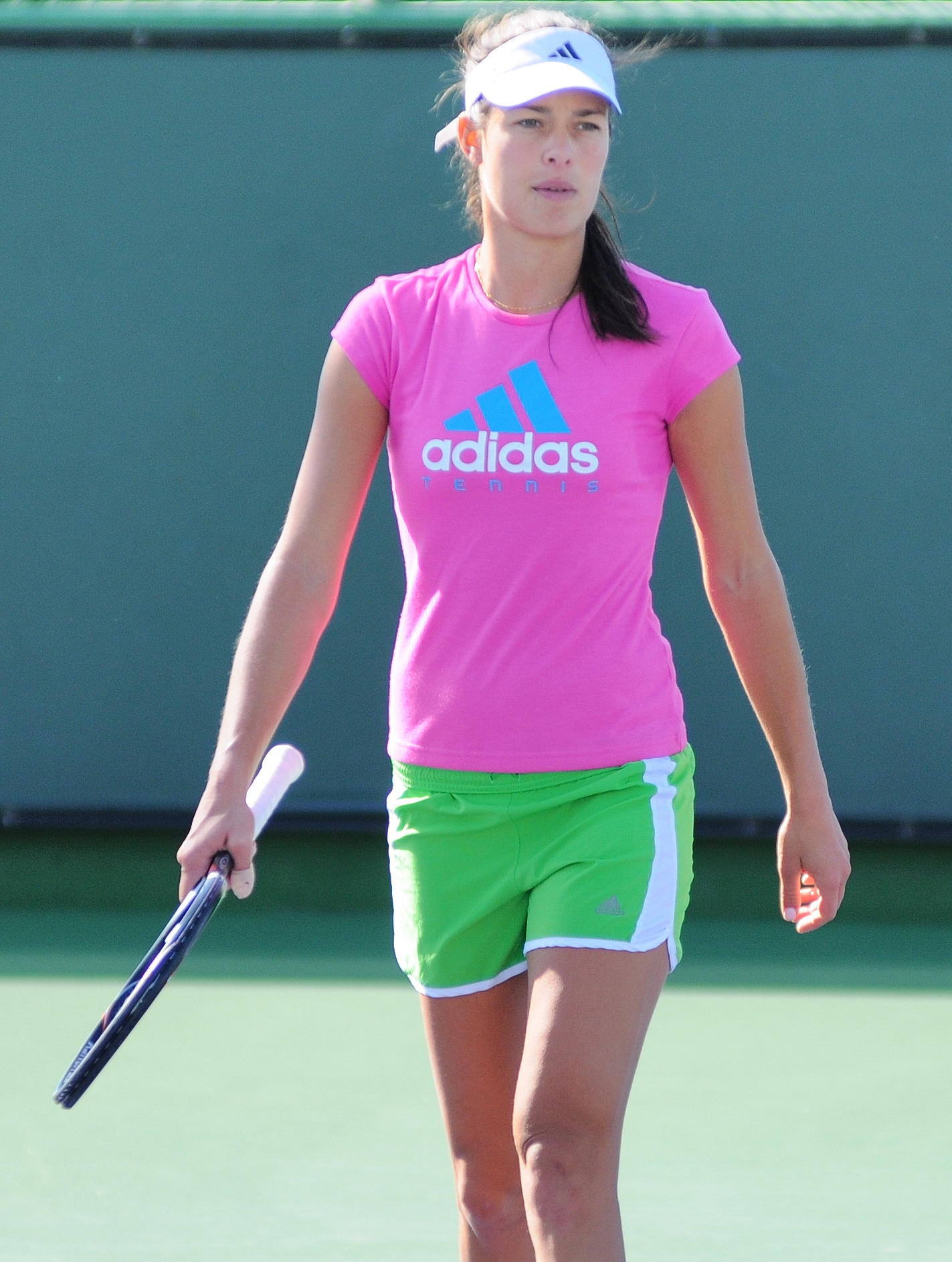
Ivanovic en el BNP Paribas Open 2012.

Ivanovic disputó después el Masters de Miami. Fue capaz de llegar hasta las semifinales, registrando victorias sobre Caroline Wozniacki y Marion Bartoli, que se encontraban en el Top 7. Cayó contra María Sharápova, retirándose después de estar abajo 4-6, 1-0 en las semifinales. Esto la llevó a entrar en el Top 10 de la carrera de la WTA Tour Championships 2012. A continuación, se dirigió a Miami, donde llegó hasta octavos superando a Daniela Hantuchova y Vania King, antes de caer ente Venus Williams, a pesar de tener una ventaja de un set. Entró en el Top 15 por primera vez desde 2009 y se convirtió en la serbia N.º 1 por primera vez desde 2008.
Ivanovic volvió a la acción en Stuttgart, donde cayó ante Mona Barthel en dos apretados sets. A continuación, se dirigió al Masters de Madrid recién azul-arcilloso donde ganó a Mathilde Johansson y Nadia Petrova, antes de caer en sets corridos ante la N.º 1 Victoria Azarenka, a pesar de liderar 4-1 en el primer set. Ana luego se dirigió al Masters de Roma para disputar su último evento antes de Roland Garros. Ganó a Svetlana Kuznetsova y Silvia Soler, antes de caer contra la entonces n.º 2 del mundo María Sharápova en dos sets, a pesar de servir durante el primer set, en el 5-3.
Como decimotercera cabeza de serie llegaba a Roland Garros, Ivanovic derrotó a Lara Arruabarrena y Shahar Pe'er en sets corridos, antes de perder ante la número 21 del mundo, y eventual finalista Sara Errani por 6-1, 5-7, 3-6 en la tercera ronda.
Ivanovic se retiró del Torneo de Eastbourne debido a una lesión en la cadera. Como decimocuarta cabeza de serie acudía al Campeonato de Wimbledon 2012, donde logró una victoria sufrida en primera ronda sobre María José Martínez por 6-3, 3-6, 6-3 y sobre Kateryna Bondarenko en segunda, 6-3 y 7-6. Ana luego venció a Julia Görges, 3-6, 6-3, 6-4 para llegar a la cuarta ronda, su mejor resultado allí desde que llegó también a la cuarta ronda en 2009. Luego sufrió su peor derrota en toda su carrera como profesional, perdiendo ante Victoria Azarenka por 6-1 y 6-0 en la cuarta ronda. A pesar de la pérdida, subió al N.º 12 en el ranking de la WTA la semana siguiente.
Ella hizo su debut en los Juegos Olímpicos de Londres 2012, participando tanto en individuales femeninos como en dobles mixtos con Nenad Zimonjić. Cabeza de serie número 11 en individuales, derrotó en su primer partido a Christina McHale y a Elena Baltacha en dos sets, en la segunda ronda, antes de caer ante Kim Clijsters en tercera ronda. Ella se unió a Zimonjić para la competición de dobles mixtos, donde cayeron contra Mirza y Paes de la India en la primera ronda.
En la Copa Roger 2012, Ivanovic consiguió vapulear a Roberta Vinci por 6-0 y 6-0 en la segunda ronda, se convierta en otra N.º 1 del mundo que ha sido vencida por Ana por un doble 6-0 (después de María Sharápova y Dinara Safina).

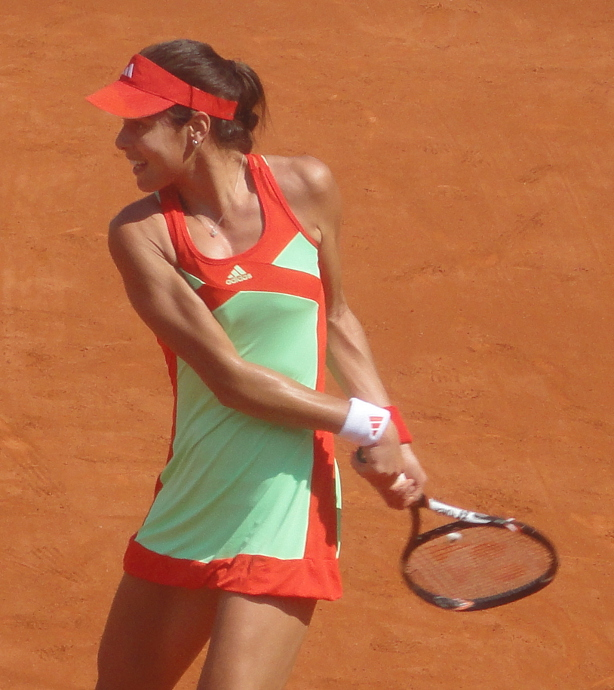
Ivanovic en Roland Garros 2012.

En el Abierto de Estados Unidos Ivanovic derrotó a Elina Svitolina en la primera ronda, 6-1, 6-2. En la segunda ronda, derrotó a Sofia Arvidsson por 6-2, 6-2. Por segundo año consecutivo, jugó ante la joven estadounidense Sloane Stephens en la tercera ronda, pero esta vez venció por 6-7, 6-4, 6-2. Luego venció a Tsvetana Pironkova en la cuarta ronda por 6-0 6-4 para llegar a su primer Grand Slam en cuartos de final desde 2008 y su primera vez Estados Unidos. En cuartos de final, Ivanovic fue derrotado por Serena Williams por 6-1 y 6-3.
Ivanovic, luego participó en el Premier de Tokio, pero en segunda ronda perdió ante Urszula Radwanska en tres sets. Luego compitió en el Masters de Shanghái como la semilla N.º 11. Derrotó a Christina McHale y Varvara Lepchenko, pero finalmente perdió en la tercera ronda ante Romina Oprandi en dos sets, 6-4, 6-3. El próximo torneo de Ivanovic fue la Torneo de Linz como la segunda favorita, después de haber ganado aquí antes en 2008 y 2010. Perdió ante Kirsten Flipkens en los cuartos de final. Ivanovic se dirigió al Torneo de Moscú como la cuarta favorita. Ella hizo todo el camino hasta la semifinal, después de haber tenido una semana de descanso en la primera ronda después de derrotar a Valeria Solovyeva y Vesna Dolonc en sets corridos. Perdió ante Samantha Stosur en tres sets, a pesar de ganar el primero. Ivanovic no se clasificó para defender su título en Bali, y no recibió un wild card, debido a su participación en la Copa Federación 2012. Serbia tomó la defensa del título, ante la República Checa. Ivanovic perdió su primer partido contra Lucie Safarova, pero ganó su segundo contra Petra Kvitova. Lo que significaba que Jelena Jankovic tenía que ganar su partido para llevarlo a un empate, e ir a un partido decisivo. Janković finalmente perdió el partido contra Lucie Safarova.
Ivanovic, terminó 2012 como la N.º 13 del mundo, su mejor resultado desde 2008.

### 2013

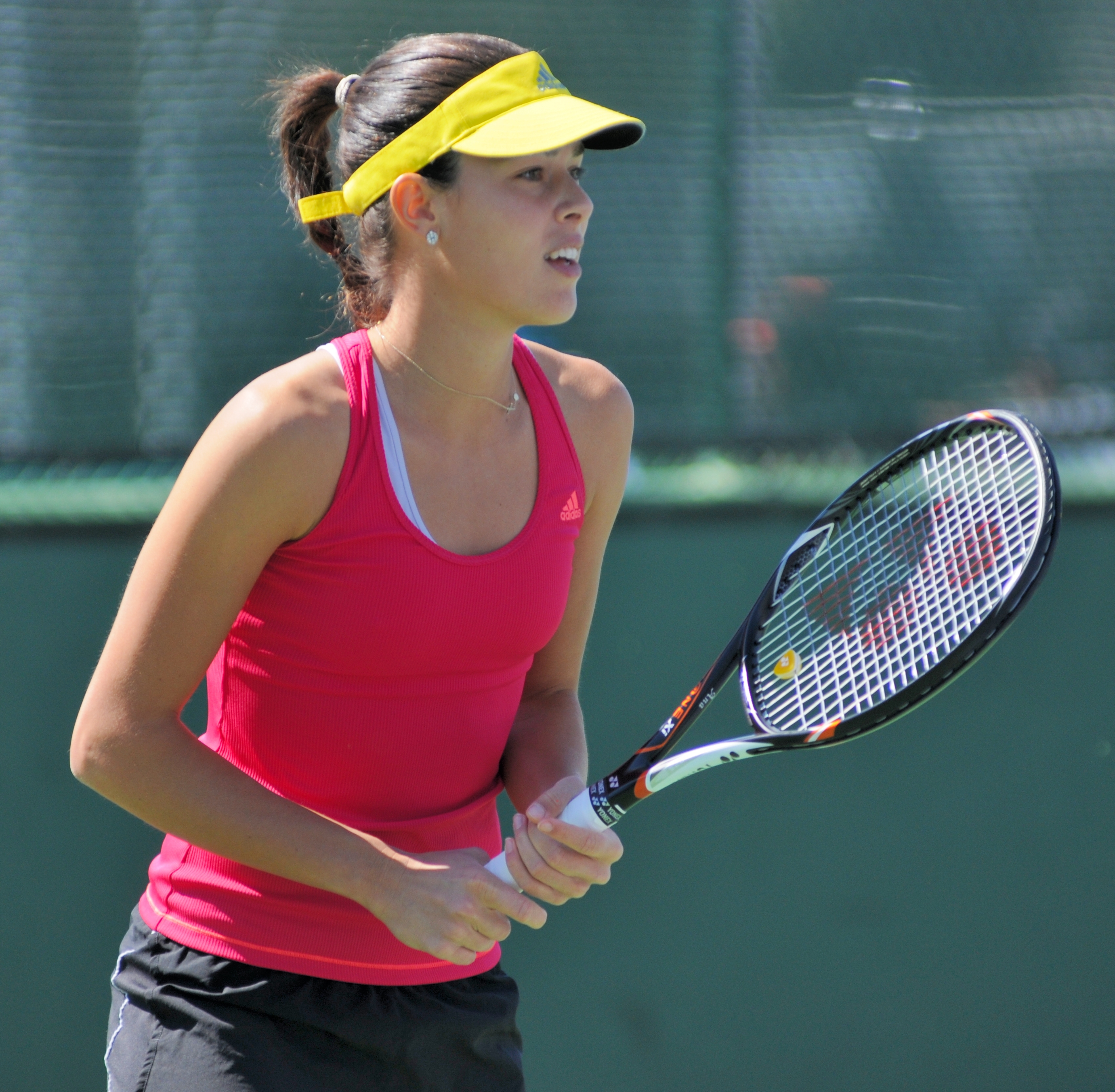
Ivanovic en el Masters de Indian Wells 2013.

Ana Ivanovic comenzó el año jugando en la Copa Hopman con Novak Djokovic, después de haber derrotado a Italia, Australia y Alemania, se medían a España en la final. Novak Djokovic dio ventaja a Serbia por 1-0, tras ganar a Fernando Verdasco, pero Anabel Medina derrotó a Ivanovic por 4-6, 7-6, 3-6 y puso el 1-1 en el marcador en un partido de individuales muy reñida. Finalmente Serbia perdió el título en el dobles mixtos.
En el Abierto de Australia, alcanzó con éxito la cuarta ronda del torneo, ganando a Melinda Czink, Chan Yung-jan y Jelena Jankovic. Perdió ante Agnieszka Radwanska en dos sets. Ivanovic jugó el Torneo de Pattaya City como la semilla n.º 1, pero perdió en la primera ronda ante Ayumi Morita. Entonces Ivanovic estaba programada para jugar en el 2013 la Copa Federación, pero se retiró debido a lesiones en el hombro. Ivanovic compitió en el Torneo de Doha como la decimosegunda cabeza de serie. Llegó hasta la tercera ronda, pero perdió ante Agnieszka Radwanska. Luego llegó a la segunda ronda del Torneo de Dubái, antes de perder por poco ante Petra Kvitova.
Ivanovic recibió un bye en la primera ronda en el Masters de Indian Wells. En su partido de segunda ronda, derrotó a la estadounidense Taylor Townsend perdiendo solo tres juegos. En la tercera ronda, perdió en tres sets ante Mona Barthel. En el Masters de Miami, Ivanovic se vengó de Urszula Radwanska ganando por 6-1, 6-2, en segunda ronda vence a Svetlana Kuznetsova por 6-3 y 6-3. Sin embargo, Ivanovic perdió ante Sara Errani en 3 sets en la cuarta ronda. Ivanovic y luego participó en el Abierto Monterrey 2013 y fue derrotado en la segunda ronda por la actual campona Tímea Babos de Hungría. Esto marcó la primera vez en 2013, que Ivanovic había perdido ante un rival clasificado fuera del top 100.
A pesar de un lento comienzo de la temporada 2013, Ivanovic hizo un buen progreso en la temporada de tierra batida. Cabe destacar que derrotó a jugadoras como Mona Barthel (con quien perdió en Indian Wells) y Laura Robson, así como una mayor cabeza de serie, las jugadores Nadia Petrova en Stuttgart y Angelique Kerber dos veces en la Fed Cup Playoffs Semana 2 y en el Mutua Madrid Open. Como resultado de tenis más consistente de Ivanovic en la temporada de arcilla, llegó a los cuartos de final en Stuttgart a pesar de no ser cabeza de serie, y logró llegar a las semifinales del Masters de Madrid por primera vez en su carrera. Tanto en Stuttgart y Madrid, fue derrotada por María Sharápova. Desafortunadamente, después de dos buenos torneos de tierra batida, dejó caer su primer partido en Roma contra Urszula Radwanska. Ya en Roland Garros, consiguió llegar hasta la cuarta ronda, tras vencer a Petra Martic, Mathilde Johansson y Virginie Razzano, antes de caer en dicha ronda ante Agnieszka Radwanska.

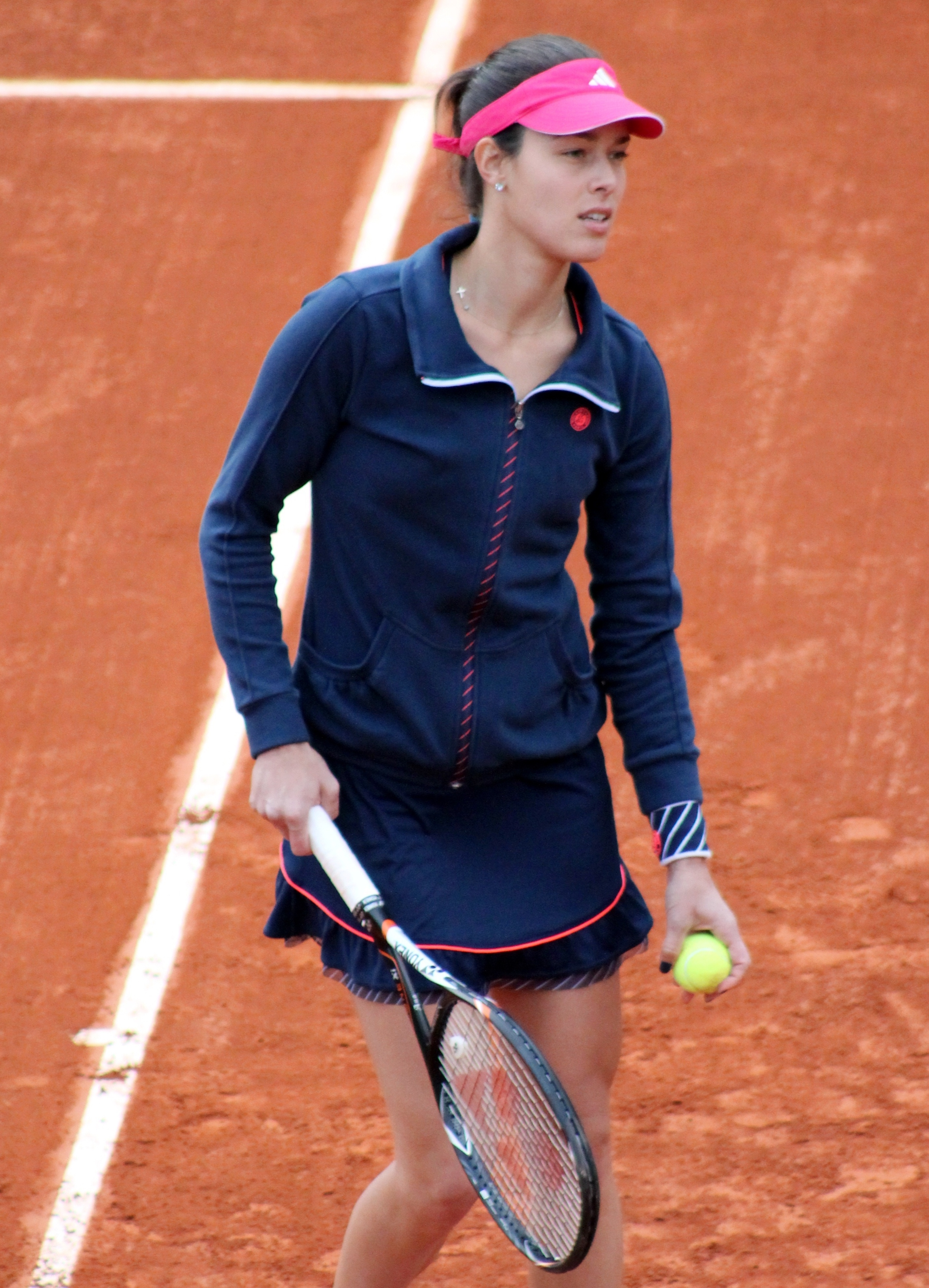
Ivanovic en Roland Garros 2013.

Disputó el Torneo de Eastbourne, como preparación de Wimbledon pero cayó en primera ronda ante Yelena Vesniná. En Wimbledon llegó hasta segunda ronda donde cayó derrotada ante la N.º 66 del mundo Eugénie Bouchard por un doble 6-3. En primera ronda había derrotado a la francesa Virginie Razzano.
Tras lo sucedido en Wimbledon, Ana regresa al circuito en torneo de Carsblad perdiendo en semifinales frente a la bielorrusa Victoria Azarenka en tres sets. En Toronto, ella firmó victorias rápidas ante Hsieh Su-Wei y Flavia Pennetta en dos sets, antes de perder ante Li Na en tres sets. Ivanovic estaba 5-2 en el tercer set, pero no pudo cumplir el partido y finalmente perdió cuando envió un revés largo en la muerte súbita. Ivanovic dejó caer su primer partido en Cincinnati ante la francesa Alizé Cornet.
En el Abierto de Estados Unidos 2013, Ivanovic llegó a la cuarta ronda, por poco tras ganar en tercera a la estadounidense Christina McHale en un partido a tres sets en el que la serbia cometió un total de 51 errores no forzados. En la cuarta ronda, Ivanovic perdió ante Victoria Azarenka de nuevo en 3 sets. Al ganar el primer set en su cuarta derrota ronda ante Victoria Azarenka, Ivanovic ganó su primer juego contra una oponente del Top 10 desde que ganó el Abierto de Francia de 2008, poniendo fin a una racha de 15 juegos consecutivos perdidos contra una jugadora por encima del décimo puesto en la clasificación WTA.
Ivanovic luego se dirigió a Asia para los eventos Premier en Tokio y Beijing después de un descanso de dos semanas. En el primero, gana a la joven promesa alemana Annika Beck y después a la rusa Elina Svitolina. En la tercera ronda, perdió ante Angelique Kerber por primera vez. En este último torneo, ganó a la italiana Flavia Pennetta en dos sets a pesar de comenzar 5-1 abajo en el primer set. Luego fue derrotado sorprendentemente por la eslovena Polona Hercog sets corridos.
Ivanovic luego se dirigió a Linz y avanzó a la final sin perder un set, superando a Yanina Wickmayer, Francesca Schiavone, Dominika Cibulkova y Stefanie Voegele antes de perder la final de nuevo ante Kerber, una vez más, a pesar de haber salvado tres puntos de partido y tener cuatro puntos de set con sus saque para llevarse el parcial en un partido decisivo. Luego participó en la Copa Kremlin en Moscú como la cuarta semilla. Pasó directamente la primera ronda, ganando ante la checa Klara Zakopalova y perdiendo tan solo cuatro juegos en total. En los cuartos de final, ella perdió ante Samantha Stosur, quien también le había derrotado en las semifinales del año anterior.
En el Torneo de Campeonas, Ivanovic se asignó al Grupo Sredets junto Samantha Stosur, Yelena Vesniná y Tsvetana Pironkova. En su primer partido del round robin, Ivanovic capturó a un sistema de dos victoria sobre Pironkova. A continuación, pasó a derrotar a Stosur. Necesitaba una victoria más en su grupo. Sin embargo, Ivanovic perdió ante Vesniná por segunda vez este año a pesar de liderar 5-2 en el tercer set y servir dos veces para el partido. Pero a pesar de perder, ella todavía se clasificó para las semifinales al ganar un juego, por lo tanto, viene en segundo lugar en su grupo (después Stosur). En su partido de semifinales, perdió ante la eventual campeona Simona Halep a pesar de liderar 3-0 en el tercer set con 2 descansos en su cuenta.
Ivanovic terminó la temporada 2013 en el puesto n.º16.

### 2014
Ivanovic comenzó la temporada 2014 ganando el título en Auckland, al derrotar a Venus Williams en la final en tres sets, por su 12.º título y su primera desde noviembre de 2011. En el Abierto de Australia, venció a la n.º 1 en el ranking Serena Williams en la cuarta ronda de su primera victoria sobre Serena, después de luchar antes contra la local Samantha Stosur en tres sets. Ella perdió ante la revelación canadiense Eugénie Bouchard en los cuartos de final en tres sets. Bouchard ganó tras cometer Ivanovic una falta en el punto de partido.

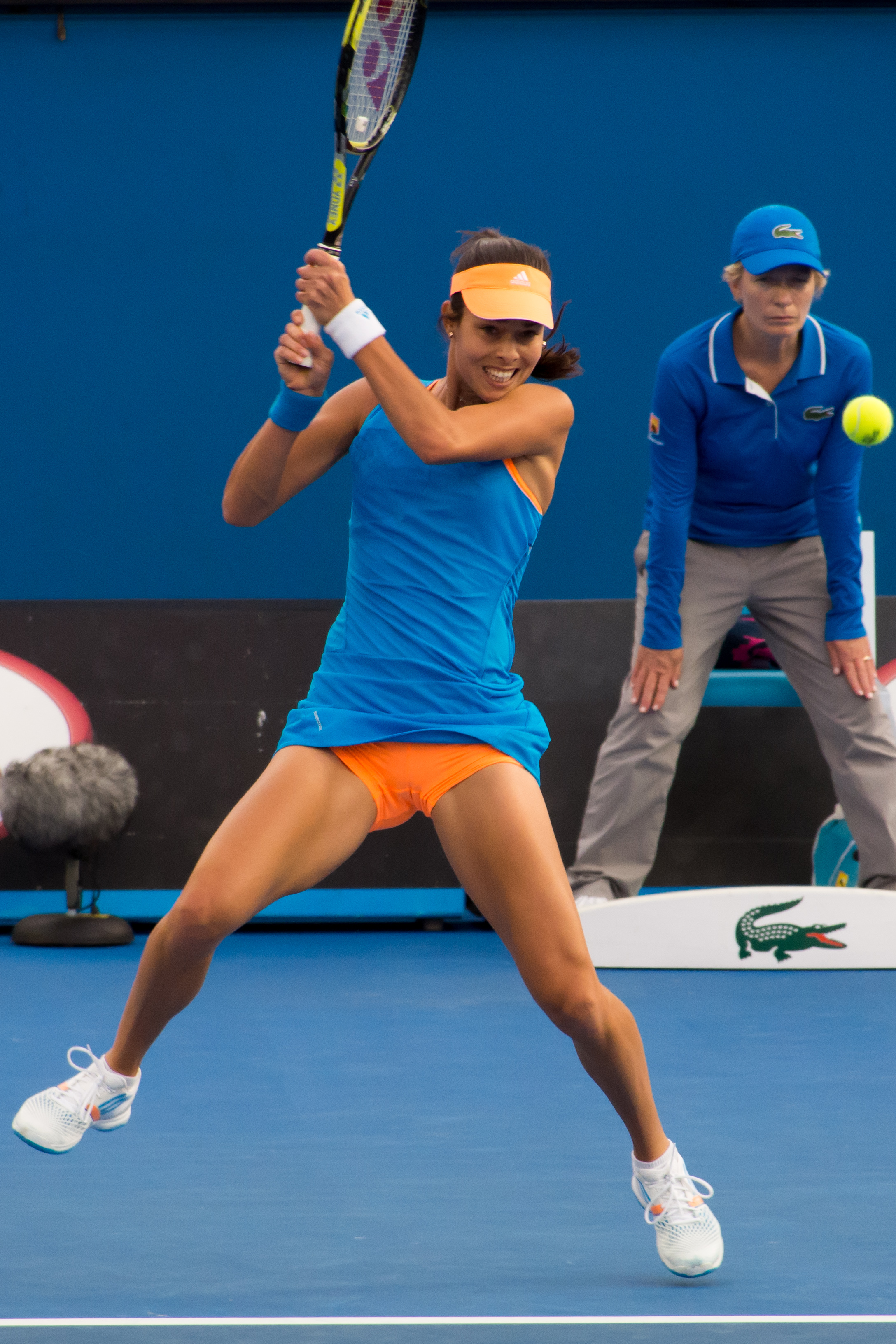
Ivanovic en el Abierto de Australia 2014.

En próximos cuatro torneos de la serie de Asia y América, Ivanovic no pudo hacer cuartos de final en todos ellos. Venció a algunos jugadores como Angelique Kerber en Dubái y Flavia Pennetta en Miami. Pero hubo algunos grandes apagones como doble panecillo contra Petra Kvitova después de que Ivanovic ganara el primer set. En Monterrey, Ivanovic fue la segunda semilla y pasó a ganar su segundo título del año, al derrotar a la tercera semilla y la ex n.º 1 del mundo Caroline Wozniacki en las semifinales y Jovana Jakšić en la final.
En representación de Serbia en la Copa Federación contra Rumania, Ivanovic perdió contra Sorana Cirstea, y después también perdió ante la N.º 5 Simona Halep en tres sets. Serbia perdería la serie por 4-1.
Ivanovic y luego participó en Stuttgart donde hizo todo el camino hasta el final, el logro de back-to-back final por primera vez en su carrera. También fue la primera vez en 5 años, desde el 2009 BNP Paribas Open, que Ivanovic había llegado a una final de primer nivel. En el camino ella alcanzó otros hitos de la carrera, derrotando a Julia Görges por su victoria n.º 400 y a la ex número uno del mundo Jelena Jankovic en su victoria n.º 40 ante una Top 10. Perdió luego la final ante la rusa María Sharápova.
En Madrid, Ivanovic ganó los tres primeros partidos en sets consecutivos para llegar a cuartos de final, donde perdió ante Simona Halep en solo una hora. Ivanovic se vengó de su derrota en Stuttgart contra María Sharápova en el Abierto de Italia, a quien derrotó en la tercera ronda en sets corridos, convirtiéndose más tarde en la única persona en derrotar a Sharápova en la arcilla ese año. La victoria fue significativa por toda una serie de razones, pero lo más importante que ella se convirtió en la primera jugadora que no sea Serena Williams para derrotar a Sharápova en tierra batida desde 2011 y terminó su racha de victorias en Roma (Sharápova fue 47-3 en la superficie y se mantuvo invicta en Roma desde 2011). También fue la primera vez desde Roland Garros 2007 que Ivanovic derrotó a Sharápova. Contra la número 1 del mundo Serena Williams, en su segunda aparición en las semifinales de Roma, perdió en tres sets; ella fue la única jugadora en ganar un set a Williams en todo el torneo.
En Roland Garros Ivanovic fue la undécima cabeza de serie. Esta era su mejor siembra de Grand Slam desde el US Open 2009, donde ella era la misma semilla. En las dos primeras rondas, derrotó a estrellas en ascenso, como Caroline Garcia y Elina Svitolina, antes de caer ante la n.º 23 Lucie Safarova en dos sets. Esto marcó que Safarova ganó los últimos 5 encuentros entre ambas en sets corridos.

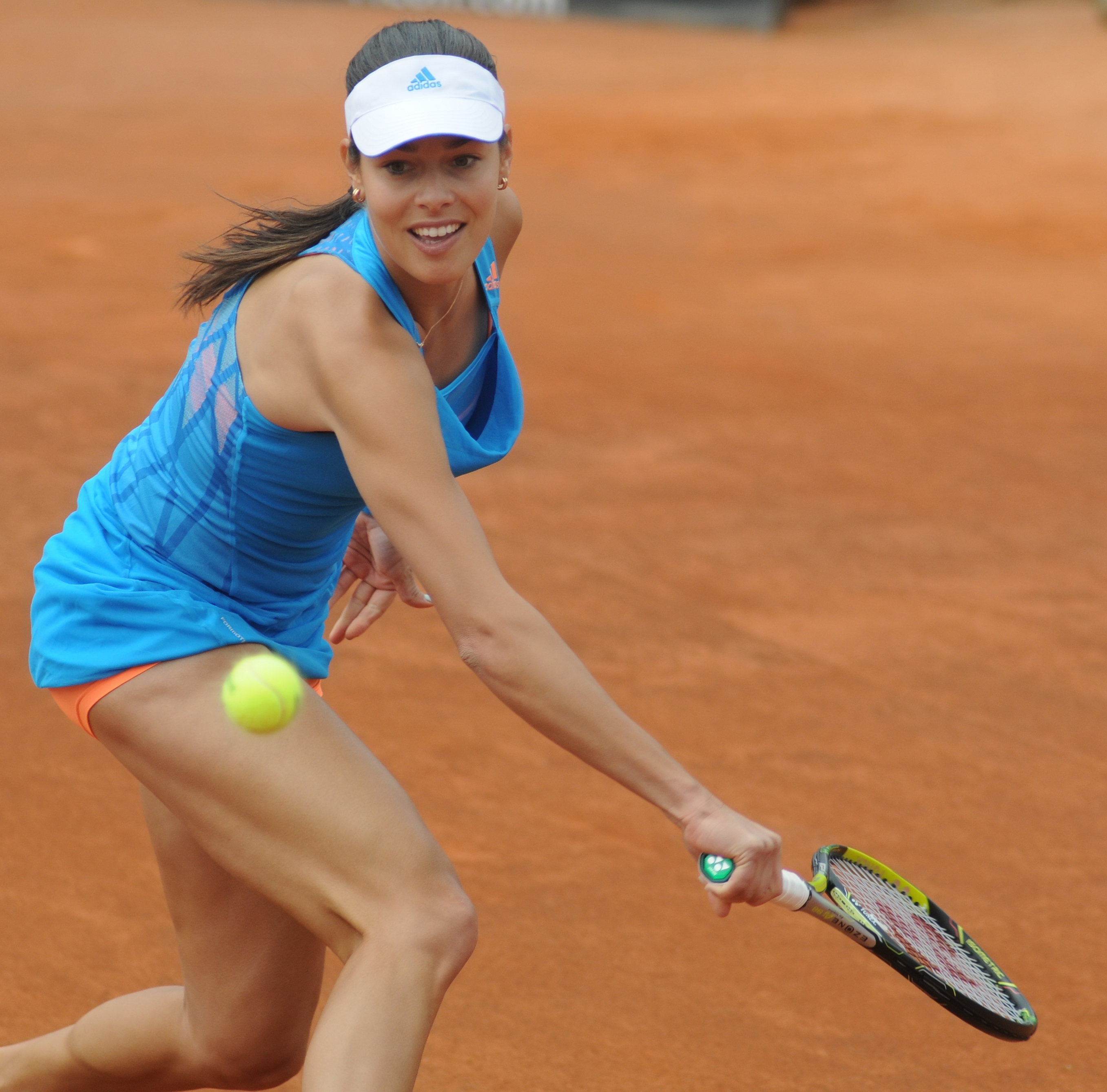
Ana Ivanovic durante el WTA Premier de Roma 2014.

Ivanovic hizo una rápida transición de la arcilla a la hierba como ella ganó su primer título de la pista de hierba en Birmingham, ya que era la primera semilla. Ivanovic venció a Barbora Zahlavova Strycova, cuartofinalista de Wimbledon después, en la final. En todos los partidos, perdió cinco o menos juegos. En Wimbledon Ivanovic entró de nuevo como la 11 semilla. Ella empezó bien, con triunfos sobre Jie Zheng y Francesca Schiavone, todos en sets corridos. En tercera ronda se enfrentó a la especialista en pista de hierba y finalista la edición anteriror, Sabine Lisicki. Ella ganó su partido jugado más temprano en la temporada. Sin embargo, ella iría a perder en tres sets. El partido fue particularmente extraño debido a que se produjo en tres días. La primera parte se jugó el sábado y con Lisicki líder por 6-4, 1-1, el partido fue suspendido debido a la mala luz. El lunes el partido se jugó en dos partes, que se detuvo debido a la lluvia. En el primer período de juego, Ivanovic tuvo el impulso de su lado. Al reanudarse, Lisicki se encendería al ganar 7 de los próximos 9 juegos. Finalmente la alemana acabaría imponiéndose en tres largos sets. Después de Wimbledon, Ivanovic no renovó su contrato con el entrenador Nemanja Kontic. Ella contrató a Dejan Petrovic como nuevo asesor técnico.
Ivanovic comenzó el US Open Series en Stanford, vengando su derrota en Wimbledon al derrotar a Sabine Lisicki en dos sets. Ivanovic, finalmente, perdió en los cuartos de final en tres sets ante Serena Williams en su tercer partido a tres sets del año. Como resultado de sus cuartos, Ivanovic volvió a los diez primeros en el ranking de la WTA por primera vez desde 2009. A continuación, en la Rogers Cup, Ivanovic perdió ante la eventual cuartofinalista Coco Vandeweghe en la segunda ronda; pero en Cincinnati, torneo Premier, llegó a la final, superando a las rusas Svetlana Kuznetsova y la quinta preclasificado María Sharápova en el proceso. Contra Sharápova , Ivanovic sirvió para el partido en el segundo set, pero perdió los próximos cuatro juegos. Sharápova luego sirvió para el partido, pero Ivanovic salvó dos puntos de partido y pasó a la victoria de configurar el partido final contra Serena Williams. Ivanovic abrió el partido bien, con marcador favorable al descanso, pero no convirtió varios break points que si hizo Williams. Ivanovic ganó solo dos juegos después del buen comienzo.
En el Abierto de Estados Unidos 2014, Ivanovic se sembró octava, su mayor gran siembra de Grand Slam desde Roland Garros 2009. En la primera ronda venció a la estadounidense Alison Riske en sets corridos perdiendo solo cuatro juegos durante el partido. Sin embargo, cayó en la segunda ronda en sets corridos ante la checa Karolína Plíšková.
Al mes siguiente, Ivanovic jugó en Tokio, derrotando a la ex n.º 1 del mundo Victoria Azarenka, Lucie Safarova (poniendo fin a una racha de cinco derrotas en partidos contra ella) y a la máxima favorita Angelique Kerber para llegar a final. Luego venció a la reinante finalista del US Open Caroline Wozniacki en tres sets por su 15.º título. Ella marcó algunos logros personales: esta fue su victoria número 52 y el cuarto título de la temporada, tanto en marcas personales. En Wuhan, tuvo que jugar el día después de ganar Tokio y decidió retirarse en el segundo set del partido contra Anastasiya Pavliuchenkova debido al cansancio. Ana entró en Beijing refrescada y venció a Belinda Bencic, Romina Oprandi y Sabine Lisicki en dos sets a todas. Dejó un choque de cuartos de final contra Simona Halep, pero como la número 2 del mundo tuvo que retirarse, Ivanovic pasó automáticamente a las semifinales. Ivanovic perdió allí ante la rusa María Sharápova, pero con esos puntos consiguió plaza en las finales de la WTA.
Después de haber clasificado para el WTA Tour Championships 2014, Ivanovic se vio envuelta en el Grupo Rojo junto a Serena Williams, Simona Halep y Eugénie Bouchard. Las probabilidades estaban en contra de Ivanovic para su primer partido del torneo contra la parte superior de la semilla de Serena Williams y ella pasó a perder en sets corridos. Sin embargo, Ivanovic consiguió la victoria en su segundo partido contra la canadiense Eugénie Bouchard. A pesar de derrotar a Simona Halep en su último partido de Round Robin, Ivanovic fue incapaz de progresar desde que cayó un conjunto en el proceso. De este modo, se convirtió en la primera jugadora desde Lindsay Davenport en 2004 para no progresar a las semifinales con un récord de 2-1 en el juego de RR. Sin embargo, Ivanovic terminó el año como la n.º 5 mundial, su segunda mejor clasificación de fin de año desde que se convirtió en profesional. Volvió a mostrar el gran nivel que atesora.
Tras el final de la temporada de la WTA, Ivanovic jugó y venció a la n.º 1 Serena Williams en sets corridos en un partido de exhibición en Dinamarca. Ella también pasó a participar en la edición inaugural de la Premier League Tenis Internacional celebrado en ciudades de toda Asia. Como parte de los Ases indios Micromax, Ivanovic jugó junto a muchos grandes nombres, entre ellos Roger Federer y Pete Sampras. Debido al nuevo formato de ritmo rápido único al IPTL, Ivanovic jugó solamente 1 juego por partido, que representa a su equipo en la categoría individual femenino. Los Ases pasó a hacerse con el título, con Ivanovic acumulando un total de 9 victorias y 3 derrotas.

### 2015
Ivanovic comenzó su temporada 2015 alcanzando la final del Brisbane International. Ganó su primer partido del año a la australiana Jarmila Gajdošová por 6-4 y 6-1 en la segunda ronda. Luego, ella perdió un set ante Kaia Kanepi en cuartos de final (4-6, 6-4 y 6-3). Al vencer a Varvara Lepchenko en semifinales por 7-6 y 6-4, Ivanovic creó un enfrentamiento final contra la rusa María Sharápova, con la que perdió a pesar de tomar el primer set en un tie-break (6-7(4), 6-3 y 6-3). Ivanovic entró en el Abierto de Australia como la quinta semilla, pero perdió en la primera ronda ante la calificadora Lucie Hradecka, perdiendo por tercera vez ante una jugadora checa en sus últimos cuatro partidos principales. Sin duda alguna fue una derrota sorprendente para Ivanovic debido a su alto estado de forma.
En su siguiente torneo en Dubái, perdió solo tres juegos contra Sabine Lisicki en la segunda ronda, pero las luchas continuó como ella perdió ante Karolína Plíšková en tres sets en la ronda de cuartos de final.

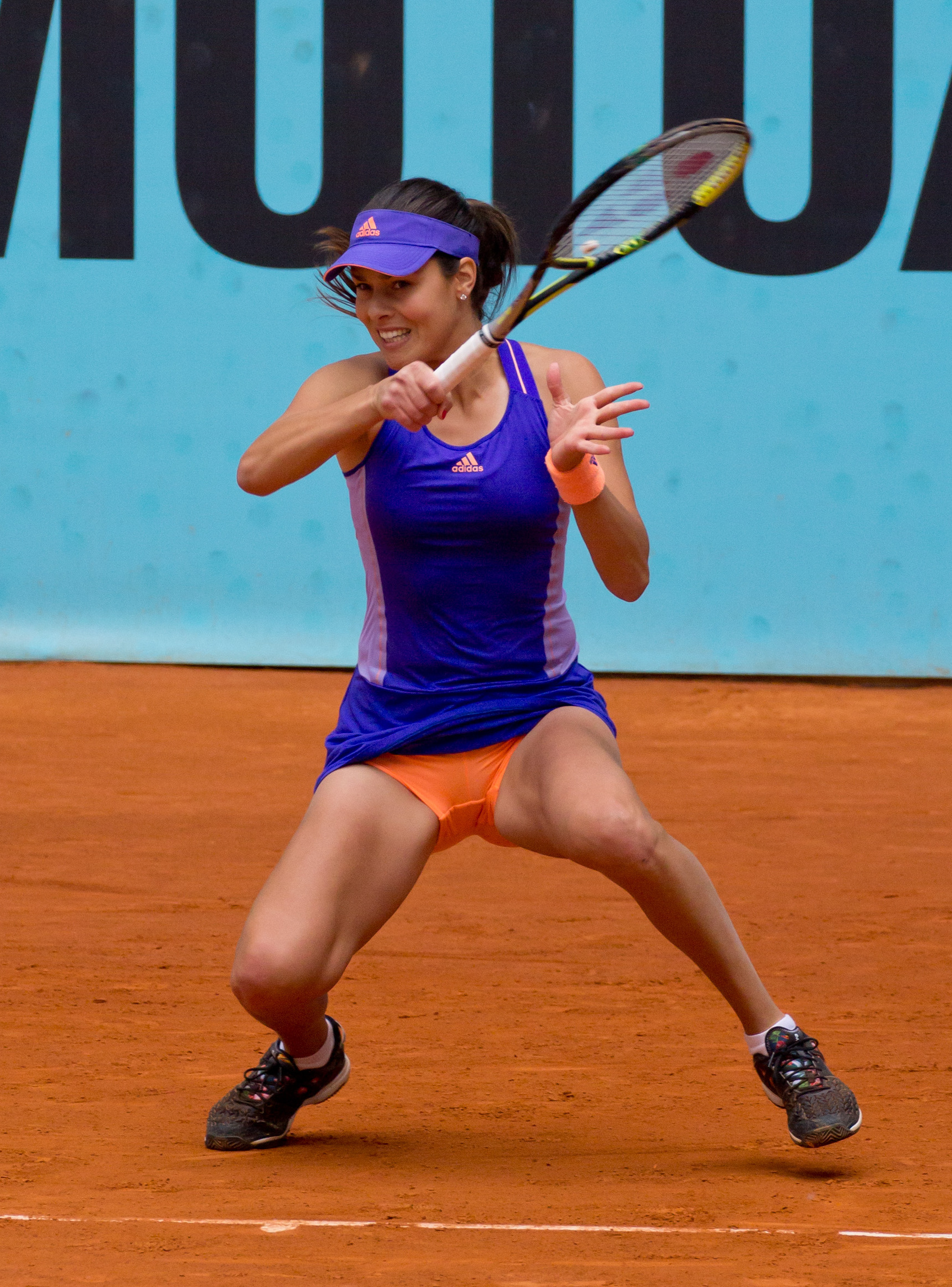
Ivanovic tras realizar un golpe en el Mutua Madrid Open 2015.

Luego comenzó su gira americana de pista rápida. Ivanovic era la campeona defensora y preclasificada n.º 1 en Monterrey, pero ella perdió ante Caroline Garcia en las semifinales por 1-6 y 4-6. En primera ronda había vencido a Nicole Vaidišová por 7-6 y 6-1; en segunda a Pauline Parmentier por 6-3 y 6-2; y en cuartos de final a la también francesa Kristina Mladenovic por idéntico resultado. En Indian Wells, las cosas no fueron mejor, ya que perdió dos veces más ante García tanto en el cuadro de individuales (tercera ronda) como en el de dobles. En Miami Ivanovic venció a Irina Falconi en la segunda ronda en tres sets antes de perder en la tercera ronda ante la alemana Sabine Lisicki en dos sets.
Ivanovic comenzó su temporada de arcilla con la tercera derrota de la temporada ante la francesa Caroline Garcia en primera ronda de Stuttgart por 7-6 y 6-4, donde ella estaba defendiendo su final del año anterior. Antes del Mutua Madrid Open, Ivanovic se separó de su entrenador Dejan Petrovic. Y después de dos meses, Ivanovic logró ganar partidos back-to-back (seguidos), llegando a tercera ronda del torneo madrileño donde perdió contra la local Carla Suárez Navarro en tres sets por parciales de 7-5, 1-6 y 6-4. Anteriormente había ganado en primera ronda con muchos problemas a la rumana Alexandra Dulgheru (donde se dejó el primer set antes del retiro de su contrincante) y en segunda con más facilidad a Elina Svitolina en sets corridos. Ivanovic dijo que ella aunque había caído en tercera ronda, había hecho su mejor tenis del año en el torneo español. Luego jugó el WTA Premier de Roma, como último torneo de preparación antes de Roland Garros. Sin embargo, de nuevo se vio mostrada su irregularidad, ya que cayó en segunda ronda ante la joven promesa rusa venida de la clasificación Daria Gavrilova por 5-7, 7-6 y 7-6.
Luego llegó el segundo Grand Slam de la temporada, Roland Garros, al que llegó como la preclasificada n.º 7.

## Estilo de juego
Ivanovic es una jugadora ofensiva que se destaca por su juego agresivo. En 2007 y 2008, Ivanovic fue considerado como uno de los mejores competidores en el circuito femenino. Después de ganar Roland Garros 2008 y convertirse en número 1, Ivanovic sufrió una caída en la forma. Muchos críticos le atribuyeron a la falta de confianza. En el Abierto de Australia 2010, Martina Navratilova comentó lo siguiente sobre ella:

"Aunque ella no tenga ninguna confianza en sí misma y no esté en su mejor momento, ella seguirá luchando hasta el último momento. Ante todo, Ana es una luchadora".
Martina Navratilova

.
Ella ha hecho ya algunas mejoras en su estilo de juego después de la designación de un nuevo entrenador en 2010. Como resultado, ella comenzó a jugar con más confianza y ganó partidos más consistente.

### Servicio

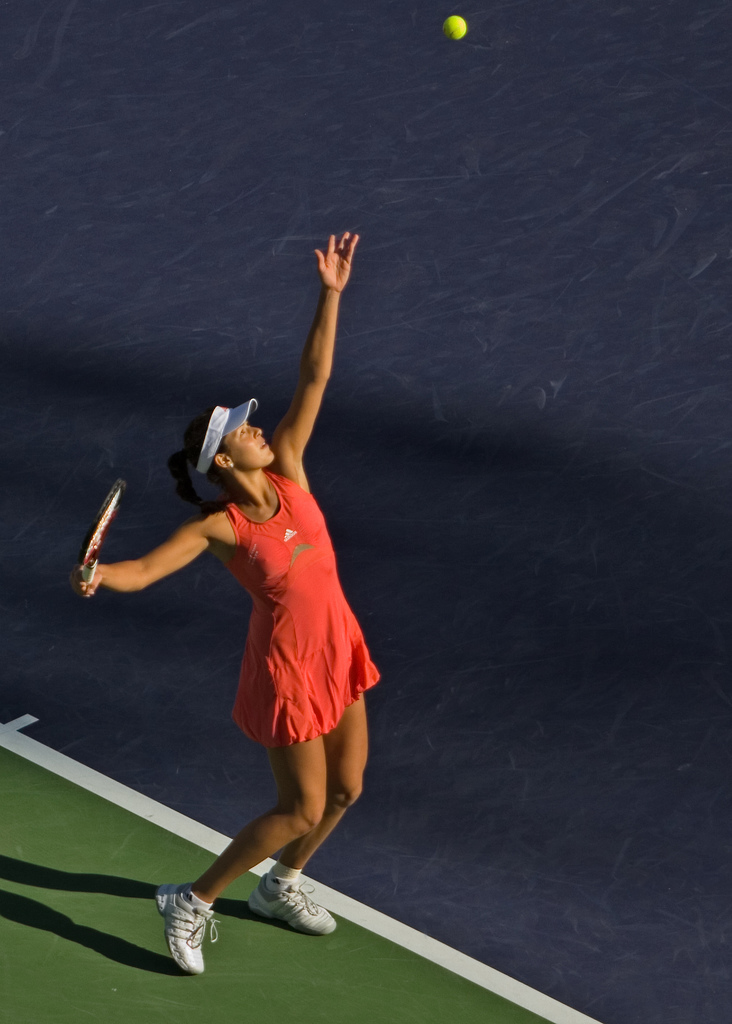
Ivanovic al servicio en Indian Wells 2008.

Cuando está en forma, el saque de Ana puede ser un arma en su arsenal. Ella alcanzó un 124,9 mph (201,0 kmh) sirviendo en el Abierto de Francia 2007, el quinto mejor saque en la historia circuito de la WTA. Sin embargo, de 2009 a 2012, su juego de servicio en gran medida ha sido visto como un responsabilidad en lugar de un arma. Esto se debe a su bola inconsistente lanza directamente relacionados con su confianza cada vez menor. Sin embargo, en 2013, bajo la tutela de Nigel Sears, sus lanzamientos de bolas han sido cada vez más consistentes, lo que le permite construir su juego en su potente primero servicio.

### Golpes de fondo
El golpe de derecha de Ivanovic es su mejor tiro sin discusión y que alucinó mundo por sorpresa en 2007-08, en su propulsión a la cima de la clasificación. Un golpe plano, golpeado con no mucho topspin que le da su poder. Simon Reed cree que es uno de los mejores golpes de derecha de la actualidad. Por el contrario, su revés a dos manos es mucho más débil que su golpe de derecha y es a menudo el blanco de las jugadoras familiarizadas con el estilo de juego de Ivanovic. Su revés cruzado cortado generalmente carece de la profundidad requerida para lanzar a sus oponentes fuera de pista.
Mientras, su movimiento y juego en la red fueron una vez considerados como las debilidades en el juego de la serbia, aunque ambos han mejorado con los años. Ella se considera ahora más rápida de piernas que cuando empezó a jugar al tenis profesional.

### Superficies
La mejor superficie de Ivanovic es la tierra batida, donde su altura le permite golpear tiros ganadores limpios en las bolas de alto rebote. Sin embargo, ella es capaz de realizar un gran juego en canchas duras y también en hierba. Cuando lanzó su sitio de re-marca durante el año 2010, se afirma en su biografía que le gusta todo tipo de superficies.

## Equipamiento e indumentaria
Ivanovic utilizó la marca Nike al comienzo de su carrera profesional, pero a principios de 2006 pasó a vestir con la principal rival de Nike, Adidas. Ivanovic luego firmó un contrato de por vida con la empresa que la convertirá en una embajador para Adidas, una vez que se retira del tenis profesional. Ella se ha convertido en la deportista más joven, hombre o mujer, en firmar un contrato de tal longevidad. Ella comenzó utilizando raquetas Wilson, con el tiempo utilizando el nCode nBlade pintado H22. Desde el comienzo de 2008, Ivanovic utiliza raquetas de marca Yonex. Ella utilizó previamente la RQiS 1 Excursión XL 95, pero a partir de 2010, en el WTA Premier de Cincinnati cambió a una versión prototipo de una nueva raqueta Yonex. Ivanovic juega con la Yonex|Yonex EZONE AI 98, actual modelo de su raqueta.
En 2008, Ivanovic firmó un contrato de patrocinio con Rolex.

## Rivalidades

### Ivanović vs. Janković
Ivanovic y su compatriota serbia Jelena Jankovic se han enfrentado 12 veces con una ventaja 9-3 en partidos ganados por parte de Ana. La pareja jugó su primer partido contra el uno al otro en una piscina abandonada utilizada como una pista de tenis en Belgrado. A 9 años de edad, Jankovic ganó el partido, la paliza de 7 años de edad Ivanovic 7-1. Ivanovic ha dominado la mayor parte de la rivalidad. Cuando se le preguntó por qué Ivanovic ha planteado un problema para ella, Janković comentó que ella lucha para leer el juego de Ivanovic sobre todo debido al hecho de que a Ivanovic le gusta jugar puntos cortos. Ivanovic lleva 2-1 en arcilla, 6-2 en canchas duras y 1-0 en canchas de alfombra.
El partido más largo disputado entre las dos fue en las semifinales en el Torneo de Los Ángeles. En un partido que duró dos horas y media, Ivanovic se recuperó de una desventaja en el tercer set de 4-1, salvando dos puntos de partido en el camino, para derrotar a Jankovic en su camino hacia el título. El partido más importante entre la pareja se llevó a cabo en las semifinales del Roland Garros 2008, con la ganadora asegurándose convertirse en número 1 del mundo y con las dos mujeres pujando para ganar su primer título de Grand Slam. Ivanovic ganó el partido, recuperándose de un déficit conjunto final de 3-1 para derrotar a Jankovic por quinta vez consecutiva. La victoria de Jankovic en el WTA Tour Championships 2008 en Doha más tarde, rompió una sequía de 5 derrotas consecutivas contra su compatriota.
La relación entre ambas ha sido tensa. Ambas han admitido abiertamente en el pasado para que no le gustaba uno al otro y se han involucrado en una serie de disputas de alto perfil dentro y fuera de la cancha. Ivanovic fue criticado tanto por Janković y su madre, después de que ésta decidiera retirarse de la Copa Federación del Grupo Mundial de la eliminatoria de Serbia ante Eslovaquia, citando su falta de forma en el año 2010, que dejó a Jankovic como la única jugadora de alto perfil para jugar la eliminatoria que Serbia perdió 3-2. En el mismo fin de semana, Ivanovic fue fotografiada tomando café con su novio Adam Scott en la isla turística de Mallorca. Snezana Jankovic (a madre de Jankovic) denunció a Ivanovic en la prensa serbia, mientras que ella misma admitió más tarde que había sido decepcionado por el no de Ivanovic y dijo que Ivanovic debe tener al menos el apoyo al equipo por el banco, incluso si ella decidió no jugar. Otra controversia fue después del primer encuentro entre ambos en dos años en la segunda ronda del 2010 Mutua Madrileña Madrid Open, en Madrid, donde el partido se vio empañado sin embargo por un incidente en el que fuera de cámaras Janković parecía burlarse de Ivanovic hacia su madre y el campamento después del partido. Jankovic admitió que encontró fistpumps de Ivanovic "irritante", pero que no estaba destinado a ser ofensiva y fue en el calor del momento. Después de su primer partido en Indian Wells en 2011, sin embargo, Ivanovic declaró que no había problemas reales con Janković y ambos coincidieron en que ambos han puesto el pasado detrás de ellos, un dictamen hecho eco de nuevo por Jankovic después de su encuentro en el Abierto de Australia 2013.
Lista de todos los partidos
| N.º | Año  | Torneo          | Superficie    | Ronda       | Ganadora | Resultado     | Duración | Ivanovic | Jankovic |
| --- | ---- | --------------- | ------------- | ----------- | -------- | ------------- | -------- | -------- | -------- |
| 1.  | 2005 | Zürich          | Dura (i)      | R16         | Ivanovic | 6–2, 6–1      | 0:51     | 1        | 0        |
| 2.  | 2006 | Los Ángeles     | Dura          | CF          | Jankovic | 6–4, 7–6(8–6) | 1:37     | 1        | 1        |
| 3.  | 2006 | Montreal        | Dura          | R16         | Ivanovic | Walkover      | N/A      | 1        | 1        |
| 4.  | 2007 | Tokio           | Carpeta (i)   | CF          | Ivanovic | 3–6, 6–4, 6–2 | 1:42     | 2        | 1        |
| 5.  | 2007 | Amelia Island   | Tierra batida | Final       | Ivanovic | 7–5, 6–3      | 1:28     | 3        | 1        |
| 6.  | 2007 | Los Ángeles     | Dura          | SF          | Ivanovic | 4–6, 6–3, 7–5 | 2:30     | 4        | 1        |
| 7.  | 2008 | Indian Wells    | Hard          | SF          | Ivanovic | 7–6(7–3), 6–3 | 1:25     | 5        | 1        |
| 8.  | 2008 | Roland Garros   | Tierra batida | SF          | Ivanovic | 6–4, 3–6, 6–4 | 2:15     | 6        | 1        |
| 9.  | 2008 | Doha            | Dura          | Round Robin | Jankovic | 6–3, 6–4      | 1:29     | 6        | 2        |
| 10. | 2010 | Madrid          | Tierra batida | R32         | Jankovic | 4–6, 6–4, 6–1 | 1:50     | 6        | 3        |
| 11. | 2011 | Indian Wells    | Dura          | R16         | Ivanovic | 6–4, 6–2      | 1:24     | 7        | 3        |
| 12. | 2013 | Australian Open | Dura          | R32         | Ivanovic | 7–5, 6–3      | 1:23     | 8        | 3        |
| 13. | 2014 | Stuttgart       | Tierra batida | SF          | Ivanovic | 6–3, 7–5      | 1:28     | 9        | 3        |

### Ivanović vs. Kuznetsova
Ivanovic y Svetlana Kuznetsova se han reunido 13 veces desde 2005, con una ventaja importante para la Serbia de 10-3.
La pareja se reunió por primera vez en la cuarta ronda del WTA Premier de Miami, Ivanovic regresando de una derrota serie final 5-3 para ganar y apuntarse su primera victoria sobre una Top 10. Ivanovic ha ganado todos sus encuentros importantes, como su único encuentro de Grand Slam en el Abierto de Francia 2007 en el camino a su primera final y tanto sus reuniones finales de Grand Slam, en el Torneo de Berlín e Indian Wells. La primera victoria de Kuznetsova sobre Ivanovic llegó en el 2006 Medibank International en Sídney, que sigue siendo su única victoria contra Ivanovic en un evento de la WTA, su otras dos victorias son en Copa Federación encuentros en 2008 y 2012.
Lista de todos los partidos
| N.º | Año  | Torneo        | Superficie        | Ronda       | Ganadora   | Resultado          |
| --- | ---- | ------------- | ----------------- | ----------- | ---------- | ------------------ |
| 1.  | 2005 | Miami         | Dura              | 4R          | Ivanovic   | 6–3, 3–6, 7–5      |
| 2.  | 2006 | Sídney        | Dura              | CF          | Kuznetsova | 7–6(7–3), 6–3      |
| 3.  | 2007 | Berlín        | Tierra batida     | F           | Ivanovic   | 3–6, 6–4, 7–6(7–4) |
| 4.  | 2007 | Roland Garros | Tierra batida     | CF          | Ivanovic   | 6–0, 3–6, 6–1      |
| 5.  | 2007 | Madrid        | Dura (i)          | Round Robin | Ivanovic   | 6–1, 4–6, 7–5      |
| 6.  | 2008 | Indian Wells  | Dura              | F           | Ivanovic   | 6–4, 6–3           |
| 7.  | 2010 | Belgrado      | Dura (i)          | N/A         | Kuznetsova | 6–1, 6–4           |
| 8.  | 2011 | Pekín         | Dura              | 2R          | Ivanovic   | 6–2, 6–3           |
| 9.  | 2012 | Moscú         | Tierra batida (i) | N/A         | Kuznetsova | 6–2, 2–6, 6–4      |
| 10. | 2012 | Roma          | Tierra batida     | 1R          | Ivanovic   | 6–4, 6–3           |
| 11. | 2013 | Miami         | Hard              | 3R          | Ivanovic   | 6–3, 6–3           |
| 12. | 2014 | Stuttgart     | Tierra batida     | CF          | Ivanovic   | 6–3, 2–6, 6–4      |
| 13. | 2014 | Cincinnati    | Dura              | 3R          | Ivanovic   | 6–2, 2–6, 6–3      |

### Ivanović vs. Sharápova
Ivanovic y María Sharápova se han enfrentado 14 veces, ganando la rusa el cabeza a cabeza por 10-4. Sharápova lidera 6-1 en canchas duras y 4-2 en tierra batida. Ivanovic lleva 1-0 en la alfombra.
La pareja se conoció primero en el Torneo de Linz 2006, donde Sharápova ganó en sets corridos. Ivanovic venció a Sharápova en el Abierto de Francia 2007 en sets corridos fácilmente para avanzar a su primera final de Grand Slam. Ellas se reunirán de nuevo en un Grand Slam, esta vez en la final del Abierto de Australia 2008 conocido como el "Glam Slam" que definitiva Sharápova ganó en sets corridos. Después de ese partido la pareja no cumplió durante más de cuatro años, hasta el Masters de Indian Wells 2012, donde Sharápova ganó después de Ivanovic se retirara después de ganar el primer partido en el segundo set. Ivanovic entonces perdería los próximos cuatro encuentros que siguieron.
En 2014, Ivanovic derrotó a Sharápova por primera vez desde 2007 en el Masters de Roma en tres sets. Su partido en el Masters de Cincinnati fue un partido espectacular y controvertido. Ivanovic fue un conjunto y una doble ruptura antes de que se hizo una mala decisión que afectó a Ivanovic y Sharápova dejó de nuevo en el partido para robar el segundo set. Luego, en el tercer set, Ivanovic estaba 1-0 15-15 antes de que ella tomó un tiempo fuera médico, después de lo cual Sharápova tomó el control del equipo. Hasta el 4-3 con un descanso, Sharápova hizo una doble falta en punto de quiebre y dijo sarcásticamente al árbitro a "revisar su presión arterial", refiriéndose al tiempo de espera médica que Ivanovic tuvo anteriormente en el conjunto. Sharápova rompió la derecha de nuevo a servir para el partido. Sharápova tuvo dos puntos de partido, pero no pudo convertir ambos. Ivanovic finalmente prevaleció y sobrevivió, en la grabación de su primer triunfo sobre Sharápova en las canchas duras.
La pareja no tuvo que esperar mucho tiempo para reunirse en 2015, con tanto dibujado como las dos cabezas de serie en el Brisbane International. Ambos jugadores se clasificaron para la final, pero fue Sharápova quien una vez más consiguió la victoria en las canchas duras, a pesar de perder el primer set ante Ivanovic en un tie-break.
Lista de todos los partidos
| N.º | Año  | Torneo          | Superficie    | Ronda       | Ganadora  | Resultado          |
| --- | ---- | --------------- | ------------- | ----------- | --------- | ------------------ |
| 1.  | 2006 | Linz            | Dura (i)      | CF          | Sharápova | 7–6(7–3), 7–5      |
| 2.  | 2007 | Tokio           | Carpeta (i)   | SF          | Ivanovic  | 6–1, 0–1 ret.      |
| 3.  | 2007 | Roland Garros   | Clay          | SF          | Ivanovic  | 6–2, 6–1           |
| 4.  | 2007 | Madrid          | Dura (i)      | Round Robin | Sharápova | 6–1, 6–2           |
| 5.  | 2008 | Australian Open | Dura          | F           | Sharápova | 7–5, 6–3           |
| 6.  | 2012 | Indian Wells    | Dura          | SF          | Sharápova | 6–4, 0–1 ret.      |
| 7.  | 2012 | Roma            | Tierra batida | 3R          | Sharápova | 7–6(7–4), 6–3      |
| 8.  | 2013 | Stuttgart       | Tierra batida | CF          | Sharápova | 7–5, 4–6, 6–4      |
| 9.  | 2013 | Madrid          | Tierra batida | SF          | Sharápova | 6–4, 6–3           |
| 10. | 2014 | Stuttgart       | Tierra batida | F           | Sharápova | 3–6, 6–4, 6–1      |
| 11. | 2014 | Roma            | Tierra batida | 3R          | Ivanovic  | 6–1, 6–4           |
| 12. | 2014 | Cincinnati      | Dura          | SF          | Ivanovic  | 6–2, 5–7, 7–5      |
| 13. | 2014 | Pekín           | Dura          | SF          | Sharápova | 6–0, 6–4           |
| 14. | 2015 | Brisbane        | Dura          | F           | Sharápova | 6–7(4–7), 6–3, 6–3 |

### Ivanović vs. Petrova
Ivanovic y Nadia Petrova se han reunido 14 veces desde 2005, Ivanovic lleva 9-5 el global de cabeza a cabeza.
La pareja se reunió por primera vez en la segunda ronda del Masters de Miami 2015, Ivanovic ganó 6-4, 7-5. Más adelante en el año, Petrova alcanzó las semifinales de Roland Garros 2005 al derrotar a Ivanovic por 6-2 y 6-2 en los cuartos de final. En los próximos dos partidos de ambos jugadores ganaron uno, y ambos estaban en una ronda de 16. Ivanovic ganó dos partidos importantes en 2007. En primer lugar, ella venció a Petrova en la cuarta ronda de Wimbledon 2007 después de una montaña rusa coincidiendo con un resultado de 6-1, 2-6, 6-4. Más tarde, en el verano Ivanovic ganó en sets corridos en su único encuentro en una final, en Torneo de Los Ángeles. En ese momento, fue 4-2 para Ivanovic en su cabeza a cabeza, pero Petrova ganó los siguientes dos reuniones en dos opciones cercanas para nivelar el resultado. Sin embargo, Ivanovic ganó cinco de los siguientes seis encuentros, incluyendo los cuartos de final del Masters de Roma 2010 cuando Petrova se retiró, pero después de Ivanovic lideraba 6-0, 3-0 y las semifinales de la WTA Tour Championships 2011 en Bali, que Ivanovic ganó 6-1, 7-5.
Lista de todos los partidos
| N.º | Año  | Torneo        | Superficie    | Ronda | Ganadora | Resultado     |
| --- | ---- | ------------- | ------------- | ----- | -------- | ------------- |
| 1.  | 2005 | Miami         | Dura          | 2R    | Ivanovic | 6–4, 7–5      |
| 2.  | 2005 | Roland Garros | Tierra batida | CF    | Petrova  | 6–2, 6–2      |
| 3.  | 2006 | Amberes       | Carpeta       | 2R    | Petrova  | 7–5, 6–3      |
| 4.  | 2007 | Sídney        | Dura          | 2R    | Ivanovic | 6–2, 4–2 ret. |
| 5.  | 2007 | Wimbledon     | Hierba        | 4R    | Ivanovic | 6–1, 2–6, 6–4 |
| 6.  | 2007 | Los Ángeles   | Dura          | F     | Ivanovic | 7–5, 6–4      |
| 7.  | 2008 | Tokio         | Dura          | 2R    | Petrova  | 6–1, 1–6, 6–2 |
| 8.  | 2009 | Eastbourne    | Hierba        | 1R    | Petrova  | 6–1, 4–6, 6–4 |
| 9.  | 2010 | Roma          | Tierra batida | CF    | Ivanovic | 6–2, 7–5      |
| 10. | 2011 | Roma          | Tierra batida | 1R    | Ivanovic | 6–0, 3–0 ret. |
| 11. | 2011 | Cincinnati    | Dura          | 2R    | Petrova  | 6–3, 7–6(7–4) |
| 12. | 2011 | Bali          | Dura          | SF    | Ivanovic | 6–1, 7–5      |
| 13. | 2012 | Madrid        | Tierra batida | 2R    | Ivanovic | 7–5, 6–1      |
| 14. | 2013 | Stuttgart     | Tierra batida | 2R    | Ivanovic | 6–4, 6–3      |

## Premios
Ivanovic ha ganado los siguientes premios:
- Sony Ericsson WTA Tour a la mejor jugadora joven (2005).
- Campeona del US Open Series (2006).
- Asociación Serbia Deporte "Premio de mayo" (2007).
- Sony Ericsson WTA Tour a la mejor jugadora joven (2007).
- Sony Ericsson WTA Tour Karen Premio Deportividad Krantzcke (2007).
- Nominada a la secretaria de la Mujer 2007 Premio Internacional Coraje de Estado (2007).
- Premio ACES Sony Ericsson WTA Tour Diamond (2008).
- Revista Alemana de Tenis Premio Michael Westphal (2008).
- Embajadora Asociación Internacional de Tenis Escritor del Año (2008).
- Sony Ericsson WTA Tour Premio Humanitario (2009).
- Nombrada una de las "30 leyendas del tenis femenino: Pasado, Presente y Futuro" por la revista TIME en junio de 2011.
- Equipos Femeninos de serbias del Año (2012, como parte del equipo de Copa Federación Serbia).
- Mejor Jugador de tenis de sexo femenino en Serbia (2012).
- Premio Orgullo de la Nación por Serbia de la Federación de Tenis.
- Incluida en la lista de los 100 mejores jugadores Greatest Ever (masculinos y femeninos combinados) por el reportero de tenis Mateo Cronin en 2012.

## Títulos de Grand Slam

### Individual

#### Títulos (1)
| Año  | Campeonato    | Oponente en la final | Resultado |
| 2008 | Roland Garros | Dinara Sáfina        | 6-4, 6-3  |

#### Finales (2)
| Año  | Campeonato           | Oponente en la final | Resultado |
| 2007 | Roland Garros        | Justine Henin        | 1-6, 2-6  |
| 2008 | Abierto de Australia | María Sharápova      | 5-7, 3-6  |

## Títulos WTA (15; 15+0)

### Individual (220)
| Leyenda: Antes de 2009          | Leyenda: A partir de 2009 |
| ------------------------------- | ------------------------- |
| Grand Slam (1)                  |                           |
| Juegos Olímpicos (0)            |                           |
| WTA Tour Championships (0)      |                           |
| WTA Tournament of Champions (2) |                           |
| Tier I (3)                      | Premier Mandatory (0)     |
| Tier II (3)                     | Premier 5 (0)             |
| Tier III (0)                    | Premier (2)               |
| Tier IV & V (1)                 | International (3)         |

| N.º | Fecha                    | Torneo                  | Superficie    | Oponente en la final       | Resultado        |
| --- | ------------------------ | ----------------------- | ------------- | -------------------------- | ---------------- |
| 1.  | 15 de enero de 2005      | Canberra                | Dura          | Melinda Czink              | 7-5, 6-1         |
| 2.  | 21 de agosto de 2006     | Montreal                | Dura          | Martina Hingis             | 6-2, 6-3         |
| 3.  | 13 de mayo de 2007       | Berlín                  | Tierra batida | Svetlana Kuznetsova        | 3-6, 6-4, 7-6(4) |
| 4.  | 12 de agosto de 2007     | Los Ángeles             | Dura          | Nadia Petrova              | 7-5, 6-4         |
| 5.  | 30 de septiembre de 2007 | Luxemburgo              | Dura (i)      | Daniela Hantuchová         | 3-6, 6-4, 6-4    |
| 6.  | 23 de marzo de 2008      | Indian Wells            | Dura          | Svetlana Kuznetsova        | 6-4, 6-3         |
| 7.  | 7 de junio de 2008       | Roland Garros           | Tierra batida | Dinara Sáfina              | 6-4, 6-3         |
| 8.  | 26 de octubre de 2008    | Linz                    | Dura (i)      | Vera Zvonareva             | 6-2, 6-1         |
| 9.  | 17 de octubre de 2010    | Linz                    | Dura (i)      | Patty Schnyder             | 6-1, 6-2         |
| 10. | 7 de noviembre de 2010   | Tournament of Champions | Dura (i)      | Alisa Kleybanova           | 6-2, 7-6(5)      |
| 11. | 6 de noviembre de 2011   | Tournament of Champions | Dura (i)      | Anabel Medina              | 6-3, 6-0         |
| 12. | 4 de enero de 2014       | Auckland                | Dura          | Venus Williams             | 6-2, 5-7, 6-4    |
| 13. | 6 de abril de 2014       | Monterrey               | Dura          | Jovana Jakšić              | 6-2, 6-1         |
| 14. | 15 de junio de 2014      | Birmingham              | Hierba        | Barbora Záhlavová-Strýcová | 6-3, 6-2         |
| 15. | 21 de septiembre de 2014 | Tokio (Pacífico)        | Dura          | Caroline Wozniacki         | 6-2, 7-6(2)      |

#### Finalista (8)
| N.º | Fecha                 | Torneo               | Superficie        | Oponente en la final | Resultado               |
| --- | --------------------- | -------------------- | ----------------- | -------------------- | ----------------------- |
| 1.  | 4 de febrero de 2007  | Tokio (Pacífico)     | Dura              | Martina Hingis       | 4-6, 2-6                |
| 2.  | 9 de junio de 2007    | Roland Garros        | Tierra batida     | Justine Henin        | 1-6, 2-6                |
| 3.  | 26 de enero de 2008   | Abierto de Australia | Dura              | María Sharápova      | 5-7, 3-6                |
| 4.  | 22 de marzo de 2009   | Indian Wells         | Dura              | Vera Zvonareva       | 6-7(5), 2-6             |
| 5.  | 13 de octubre de 2013 | Linz                 | Dura (i)          | Angelique Kerber     | 4-6, 6-7(6)             |
| 6.  | 27 de abril de 2014   | Stuttgart            | Tierra batida (i) | María Sharápova      | 6-3, 4-6, 1-6           |
| 7.  | 17 de agosto de 2014  | Cincinnati           | Dura              | Serena Williams      | 4-6, 1-6                |
| 8.  | 10 de enero de 2015   | Brisbane             | Dura              | María Sharápova      | 7-6(4), 3-6, 3-6 , 45/0 |

### Dobles (0)
| Leyenda: Antes de 2009           | Leyenda: A partir de 2009 |
| -------------------------------- | ------------------------- |
| Grand Slam (0)                   |                           |
| Juegos Olímpicos (0)             |                           |
| WTA Tour Championships (0)       |                           |
| WTA Tournament of Champions (02) |                           |
| Tier I (0)                       | Premier Mandatory (0)     |
| Tier II (0)                      | Premier 5 (0)             |
| Tier III (0)                     | Premier (0)               |
| Tier IV & V (0)                  | International (0)         |

#### Finalista (1)
| N.º | Fecha               | Torneo           | Superficie | Pareja          | Oponentes en la final | Resultado     |
| --- | ------------------- | ---------------- | ---------- | --------------- | --------------------- | ------------- |
| 1.  | 19 de junio de 2006 | 's-Hertogenbosch | Hierba     | María Kirilenko | Zi Yan Jie Zheng      | 6-3, 2-6, 2-6 |

## Títulos ITF

### Individuales

#### Ganados (5)
| N.º | Fecha                    | Torneo   | Superficie    | Oponente en la final | Resultado           |
| --- | ------------------------ | -------- | ------------- | -------------------- | ------------------- |
| 1.  | 22 de febrero de 2004    | Mallorca | Tierra batida | Ana Timotić          | 6-1, 6-1            |
| 2.  | 2 de mayo de 2004        | Gifu     | Dura          | Mi-Ra Jeon           | 6-4, 2-6, 7-5       |
| 3.  | 9 de mayo de 2004        | Fukuoka  | Dura          | Jarmila Gajdošová    | 6-2, 6-7(4), 7-6(4) |
| 4.  | 12 de septiembre de 2004 | Fano     | Tierra batida | Delia Sescioreanu    | 6-2, 6-4            |
| 5.  | 26 de septiembre de 2004 | Batumi   | Dura          | Anna Chakvetadze     | 6-3, 6-3            |

#### Finalista (1)
| N.º | Fecha                   | Torneo    | Superficie    | Oponente en la final | Resultado     |
| --- | ----------------------- | --------- | ------------- | -------------------- | ------------- |
| 1.  | 23 de noviembre de 2003 | Barcelona | Tierra batida | Marta Fraga          | 4-6, 7-5, 4-6 |

## Clasificación histórica
| Torneos                        | 2003                  | 2004                  | 2005                  | 2006                  | 2007                  | 2008                  | 2009         | 2010         | 2011         | 2012  | 2013         | 2014         | 2015         | 2016         | Títulos | G-P     |
| ------------------------------ | --------------------- | --------------------- | --------------------- | --------------------- | --------------------- | --------------------- | ------------ | ------------ | ------------ | ----- | ------------ | ------------ | ------------ | ------------ | ------- | ------- |
| Torneos de Grand Slam          |                       |                       |                       |                       |                       |                       |              |              |              |       |              |              |              |              |         |         |
| Australian Open                | A                     | A                     | 3R                    | 2R                    | 3R                    | F                     | 3R           | 2R           | 1R           | 4R    | 4R           | CF           | 1R           | 3R           | 0 / 12  | 26-12   |
| Roland Garros                  | A                     | A                     | CF                    | 3R                    | F                     | G                     | 4R           | 2R           | 1R           | 3R    | 4R           | 3R           | SF           | 3R           | 1 / 10  | 37-11   |
| Wimbledon                      | A                     | A                     | 3R                    | 4R                    | SF                    | 3R                    | 4R           | 1R           | 3R           | 4R    | 2R           | 3R           | 2R           | 1R           | 0 / 12  | 24-12   |
| US Open                        | A                     | QR                    | 2R                    | 3R                    | 4R                    | 2R                    | 1R           | 4R           | 4R           | CF    | 4R           | 2R           | 1R           | 1R           | 0 / 12  | 21–12   |
| Participaciones                | 0 / 0                 | 0 / 1                 | 0 / 4                 | 0 / 4                 | 0 / 4                 | 1 / 3                 | 0 / 4        | 0 / 4        | 0 / 4        | 0 / 4 | 0 / 4        | 0 / 4        | 0 / 4        | 0 / 4        | 1 / 48  | N/A     |
| Ganados-Perdidos               | 0-0                   | 0-1                   | 9-4                   | 8-4                   | 16-4                  | 16-3                  | 8-4          | 5-4          | 5-4          | 12-4  | 10-4         | 9-4          | 6-4          | 4-4          | N/A     | 107-48  |
| Representación Nacional        |                       |                       |                       |                       |                       |                       |              |              |              |       |              |              |              |              |         |         |
| Juegos Olímpicos               | NC                    | A                     | No Celebrado          | No Celebrado          | No Celebrado          | A                     | No Celebrado | No Celebrado | No Celebrado | 3R    | No Celebrado | No Celebrado | No Celebrado | 1R           | 0 / 2   | 2–2     |
| Torneos Finales de año         |                       |                       |                       |                       |                       |                       |              |              |              |       |              |              |              |              |         |         |
| WTA Tour Championships         | A                     | A                     | A                     | A                     | SF                    | RR                    | A            | A            | A            | A     | A            | RR           | A            | A            | 0 / 3   | 4–5     |
| WTA Elite Trophy               | No Celebrado          | No Celebrado          | No Celebrado          | No Celebrado          | No Celebrado          | No Celebrado          | A            | G            | G            | A     | SF           | A            | A            | A            | 2 / 3   | 8–2     |
| Torneos WTA Premier Mandatory  |                       |                       |                       |                       |                       |                       |              |              |              |       |              |              |              |              |         |         |
| Indian Wells                   | A                     | A                     | A                     | CF                    | 4R                    | G                     | F            | 2R           | CF           | SF    | 3R           | 3R           | 3R           | 3R           | 1 / 11  | 27–10   |
| Miami                          | A                     | A                     | CF                    | 4R                    | 2R                    | 3R                    | 3R           | 3R           | 4R           | 4R    | 4R           | 4R           | 3R           | 3R           | 0 / 12  | 19–12   |
| Madrid                         | No Celebrado          | No Celebrado          | No Celebrado          | No Celebrado          | No Celebrado          | No Celebrado          | A            | 2R           | 1R           | 3R    | SF           | CF           | 3R           | 2R           | 0 / 7   | 12–7    |
| Pekín                          | NC                    | NC                    | No Tier I             | No Tier I             | No Tier I             | No Tier I             | A            | CF           | CF           | 3R    | 2R           | SF           | SF           | A            | 0 / 6   | 17–6    |
| Torneos WTA Premier 5          |                       |                       |                       |                       |                       |                       |              |              |              |       |              |              |              |              |         |         |
| Dubái / Doha                   | No considerado Tier I | No considerado Tier I | No considerado Tier I | No considerado Tier I | No considerado Tier I | No considerado Tier I | CF           | A            | 1R           | 2R    | 3R           | 2R           | 3R           | A            | 0 / 7   | 8-6     |
| Roma                           | A                     | A                     | 3R                    | A                     | A                     | 2R                    | 3R           | SF           | 2R           | 3R    | 1R           | SF           | 2R           | 2R           | 0 / 9   | 15-10   |
| Cincinnati                     | NC                    | No Considerado Tier I | No Considerado Tier I | No Considerado Tier I | No Considerado Tier I | No Considerado Tier I | 2R           | SF           | 2R           | A     | 1R           | F            | CF           | 1R           | 0 / 7   | 12-7    |
| Toronto/Montréal               | A                     | A                     | 3R                    | G                     | 2R                    | 3R                    | 2R           | A            | 3R           | 2R    | 3R           | 2R           | CF           | A            | 1 / 10  | 16-9    |
| Tokio                          | A                     | A                     | A                     | 2R                    | F                     | 2R                    | 1R           | 2R           | 3R           | 2R    | 3R           | No Premier 5 | No Premier 5 | No Premier 5 | 0 / 8   | 10–8    |
| Torneos anteriores WTA Tier I  |                       |                       |                       |                       |                       |                       |              |              |              |       |              |              |              |              |         |         |
| San Diego1                     | -                     | A                     | A                     | 3R                    | A                     | -                     | -            | -            | -            | -     | -            | -            | -            | -            | 0 / 1   | 2–1     |
| Zürich1                        | A                     | 2R                    | SF                    | A                     | 2R                    | -                     | -            | -            | -            | -     | -            | -            | -            | -            | 0 / 3   | 4–3     |
| Doha                           | No considerado Tier I | No considerado Tier I | No considerado Tier I | No considerado Tier I | No considerado Tier I | 3R                    | -            | -            | -            | -     | -            | -            | -            | -            | 0 / 1   | 1–0     |
| Charleston                     | A                     | A                     | A                     | A                     | 3R                    | A                     | -            | -            | -            | -     | -            | -            | -            | -            | 0 / 1   | 1–1     |
| Berlín                         | A                     | A                     | 1R                    | 1R                    | G                     | SF                    | -            | -            | -            | -     | -            | -            | -            | -            | 1 / 4   | 9–3     |
| Moscú                          | A                     | A                     | A                     | A                     | A                     | 2R                    | -            | -            | -            | -     | -            | -            | -            | -            | 0 / 1   | 0–1     |
| Estadísticas                   |                       |                       |                       |                       |                       |                       |              |              |              |       |              |              |              |              |         |         |
| Torneos jugados                | 1                     | 5                     | 16                    | 19                    | 19                    | 18                    | 14           | 20           | 19           | 11    | 22           | 21           | 19           | 15           | N/A     | 173     |
| Finalista                      | 0                     | 0                     | 0                     | 0                     | 2                     | 1                     | 1            | 0            | 0            | 0     | 1            | 6            | 1            | 0            | N/A     | 8       |
| Torneos Ganados                | 0                     | 0                     | 1                     | 1                     | 3                     | 3                     | 0            | 2            | 1            | 0     | 0            | 4            | 0            | 0            | N/A     | 15      |
| Dura Ganados-Perdidos          | 1–1                   | 6–3                   | 29-9                  | 26-13                 | 29-13                 | 22-5                  | 15-10        | 13-10        | 25–13        | 16–9  | 28–17        | 38-12        | 20-13        | 8-10         | N/A     | 297–148 |
| Tierra Batida Ganados-Perdidos | 0–0                   | 0–1                   | 9–4                   | 4–3                   | 16-3                  | 10–2                  | 4-2          | 5-4          | 2–4          | 7–5   | 6–2          | 13-4         | 7–4          | 5-4          | N/A     | 115–48  |
| Hierba Ganados-Perdidos        | 0–0                   | 0–1                   | 2–1                   | 5–2                   | 6–2                   | 2–1                   | 3-2          | 1-2          | 6–3          | 3–1   | 1–2          | 7–1          | 1-2          | 2-2          | N/A     | 41–23   |
| Ganados-Perdidos               | 1-1                   | 6-5                   | 40-14                 | 35-18                 | 51-18                 | 38-15                 | 24-14        | 19-16        | 32–20        | 32–18 | 40–23        | 58–17        | 28–19        | 15-16        | N/A     | 465–209 |
| Ganados %                      | 50%                   | 54%                   | 74%                   | 66%                   | 74%                   | 81%                   | 61%          | 62%          | 61%          | 64%   | 63%          | 78%          | 60%          | 48%          | N/A     | 69%     |
| Ranking                        | 705                   | 97                    | 16                    | 14                    | 4                     | 5                     | 22           | 17           | 22           | 13    | 16           | 5            | 16           | 63           | N/A     | N/A     |

- 1 La WTA ha sustituido en 2008 el Torneo de Zúrich y San Diego por el Torneo de Doha.
- 2 Si incluimos las participaciones en el circuito ITF (Dura: 21-0; Tierra Batida: 21-4) (2003: 11-4; 2004: 31-0), el total de Ganados-Perdidos resulta 209-68.
- 3 La página web oficial de la WTP Archivado el 29 de mayo de 2008 en Wayback Machine. erróneamente omite los partidos jugados con Serbia en la Fed Cup disputados en 2008.
- QR = Perder en las rondas previas clasificatorias del torneo.
- A = Ausente, no participó en el torneo.
- NC = No celebrado

## Ganancias
| Año     | Grand Slam | Torneos WTA | Total ganados | Ganancias ($)                                                                                               | Puesto ganancias                                                                                     |
| ------- | ---------- | ----------- | ------------- | --- | --- |
| 2003    | 0          | 0           | 0             | 2.630\|align="center"\|                                                                                     | |
| 2004    | 0          | 0           | 0             | 58.010\|align="center"\|                                                                                    | |
| 2005    | 0          | 1           | 1             | 472.547\|align="center"\|                                                                                   | |
| 2006    | 0          | 1           | 1             | 671.616 | |
| 2007    | 0          | 3           | 3             | 1.960.354                                                                                                   | 4 |
| 2008    | 1          | 2           | 3             | 3,119,640 (enlace roto disponible en Internet Archive; véase el historial, la primera versión y la última). | 4 |
| 2009    | 0          | 0           | 0             | 914,725 | 16                                                                                                   |
| 2010    | 0          | 2           | 2             | 774,025 | 24                                                                                                   |
| 2011    | 0          | 1           | 1             | 533,975 (enlace roto disponible en Internet Archive; véase el historial, la primera versión y la última).   | 48                                                                                                   |
| 2012    | 0          | 0           | 0             | 1,001,752 (enlace roto disponible en Internet Archive; véase el historial, la primera versión y la última). | 16 (enlace roto disponible en Internet Archive; véase el historial, la primera versión y la última). |
| 2013    | 0          | 0           | 0             | 1,055,383 (enlace roto disponible en Internet Archive; véase el historial, la primera versión y la última). | 24 (enlace roto disponible en Internet Archive; véase el historial, la primera versión y la última). |
| 2014    | 0          | 4           | 4             | 1,026,940 (enlace roto disponible en Internet Archive; véase el historial, la primera versión y la última). | 10 (enlace roto disponible en Internet Archive; véase el historial, la primera versión y la última). |
| Carrera | 1          | 14          | 15            | 11,804,547                                                                                                  | 24                                                                                                   |

## Videojuegos
Ivanovic ha aparecido como personaje en juegos como Smash Court Tennis 3, lanzado en 2007, Virtua Tennis 2009, lanzado en 2009, Grand Slam Tennis 2 para Wii, también dio a conocer en 2009, Top Spin 4 y Virtua Tennis 4, tanto en libertad en 2011. Ella es también presentado en Grand Slam Tennis 2, lanzado en 2012. Entre otros, aparece junto a Roger Federer, Rafael Nadal, Lindsay Davenport, Anna Chakvetadze, Venus Williams y María Sharápova.

## Otras empresas
Ivanovic ha aparecido en una canción llamada "Hurricane Ana", producida por los raperos serbios Filip Filipi y Collie Buddz. Apareció en el programa El hormiguero de España junto a Novak Djokovic en 2013. Además, debido a su belleza ella apareció en varias revistas internacionales como FHM (Alemania, Reino Unido, Australia), Vanity Fair (España), Cosmopolitan (Serbia), Vanidades (México), Grazia (Serbia) o Sports Illustrated (Sudáfrica).